# Шанхай
31°10′00″ пн. ш. 121°28′00″ сх. д. / 31.16667° пн. ш. 121.46667° сх. д.
Шанха́й (кит.: 上海, піньїнь: Shànghǎi) — велике місто на сході Китайської Народної Республіки, найбільше місто країни за чисельністю населення.
Територія міста з прилеглими околицями виділена в самостійну адміністративну одиницю центрального підпорядкування.

## Назва

Назва міста китайською мовою

У китайській мові слово «Шанхай» записується двома ієрогліфами. Перший означає «верх», «здійматися», а другий — «море». Шанхайським діалектом китайської вони вимовляються як «Занхе» (zɑ̃.'he).
Прочитання згідно зі стандартом північних діалектів китайської мови припускає буквальне тлумачення: «вступати у море», тобто виходити в море, що зрештою б дуже пасувало портовому місту. За ще однією, опоетизованою, версією, — ієрогліфи назви варто читати у зворотному порядку (海上), що в такому разі можуть бути прочитані як «місто на морі», «надмор'я».
Перша писемна згадка населеного пункту за назвою «Шанхай» датується добою Сун (XI століття).
Як назва відомого комерційного центру XIX та початку XX століть, «Шанхай» отримав кілька варіантів транслітерації західними мовами — англ. Shanghai, нім. Schanghai, нід. Sjanghai, фр. Changhai тощо. Згодом написання назви міста латинкою було узгоджено зі стандартом піньїнь — Shanghai, у цьому вигляді воно закріпилося у більшості сучасних західноєвропейських мов.
У китайському вжитку Шанхай скорочено позначають як Ху 沪 або Шень 申. Перший варіант походить від старої назви річки Сучжоу — Худу (沪渎), другий — від імені чуського дворянина Чуньшень-цзюня (春申君, див. Lord Chunshen), котрий панував у третьому столітті до нашої ери на землях, до яких входила територія сучасного Шанхая. Іноді Шанхай називають Шеньчень (申城, досл. «місто Шеня»). Ієрогліф 申 нерідко присутній у назвах шанхайських спортивних команд і засобів ЗМІ.
Західна традиція пов'язує з Шанхаєм деякі епітети і стійкі порівняння, що безпосередньо походять з історії міста. Так, традиційно Шанхай був найбільш «прозахідним» містом континентального Китаю — саме за свою європейську архітектуру та спосіб життя місто отримало назвисько «Східний Париж». Статус мегаполіса, заможність і велич Шанхая підкреслює поетична назва «Королева Сходу». А от за розгул злочинності, розповсюдження опіуму та проституції в 1920-ті — 1930-ті роки місто отримало непоказне прізвисько «Повія Азії».

## Географія

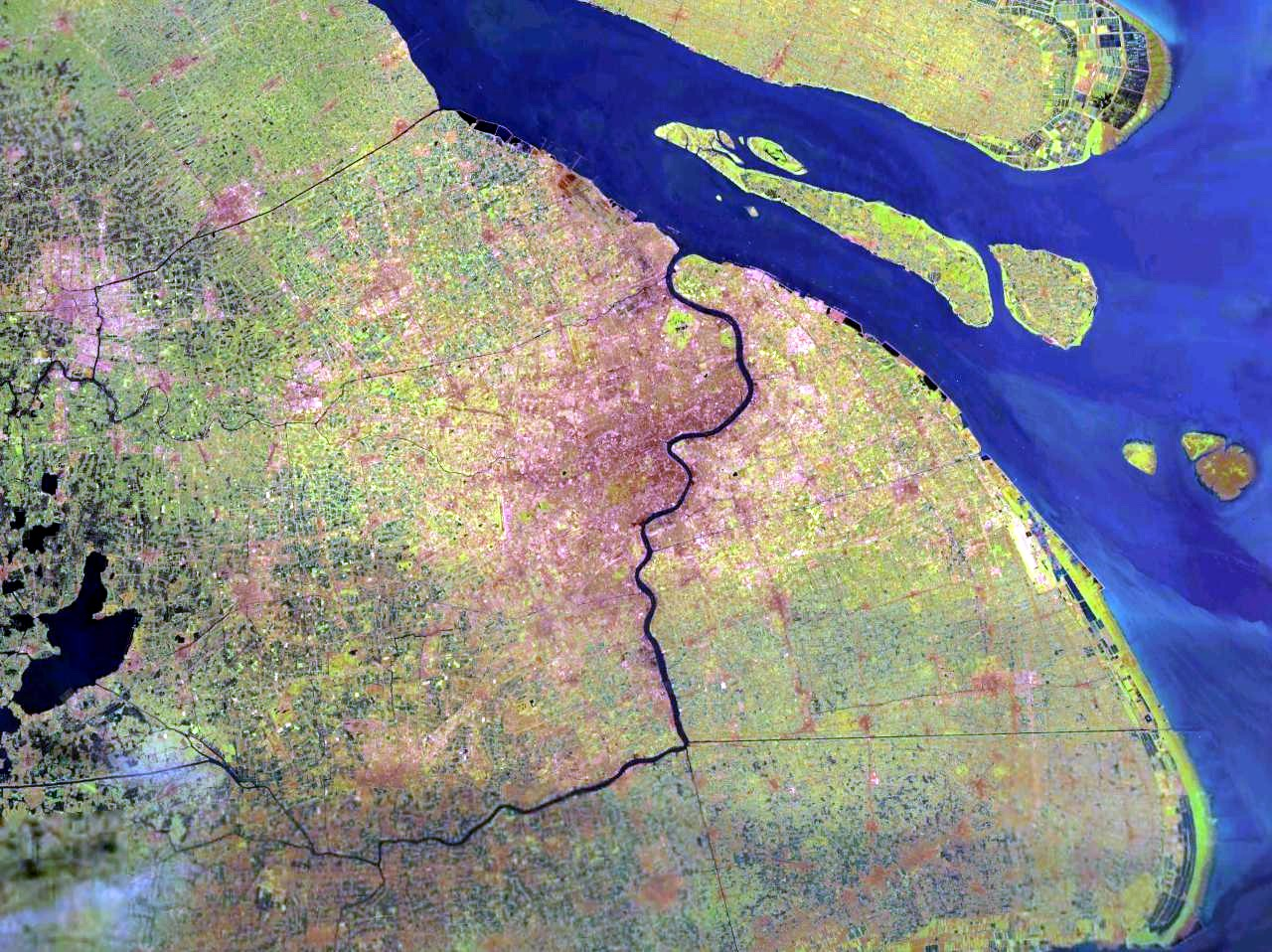
Супутниковий знімок

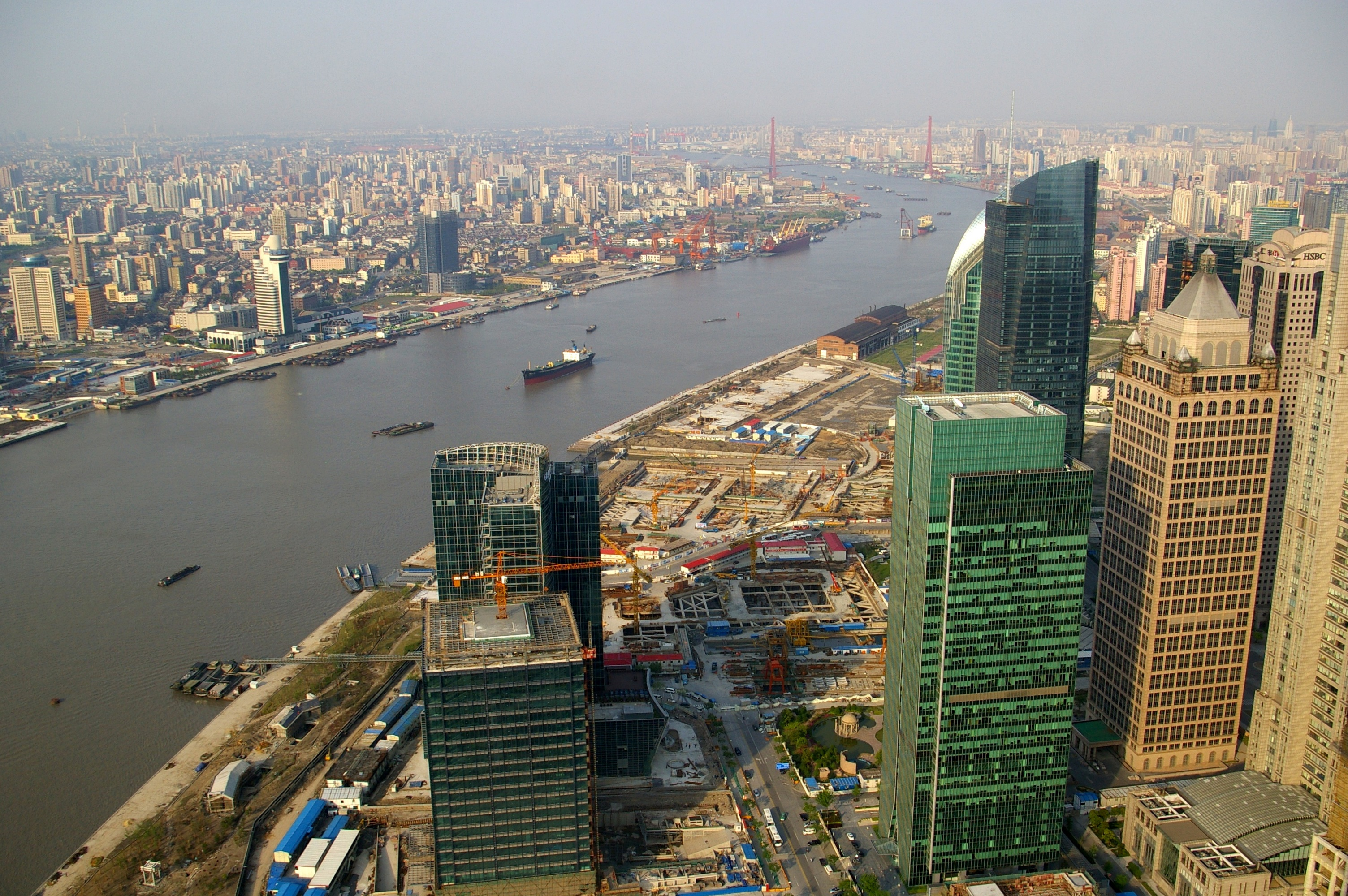
Річка Хуанпу

Шанхай розташований біля гирла річки Хуанпу, на півострові між Янцзи та затокою Ханчжоу. До його складу також належать третій за розмірами острів Китаю — Чунмін 崇明岛, а також низка дрібніших островів, розташованих в дельті річки Янцзи. На півночі й на заході місто межує з провінцією Цзянсу, на півдні — з провінцією Чжецзян, на сході омивається Східнокитайським морем. Хуанпу, притока Янцзи, поділяє місто на дві частини. Історичний центр міста Пусі розташований на західному березі, а новий діловий центр (сіті) Пудун — на східному.
Площа міста становить 6,340.5 км². Більша частина розташована на рівнині, за винятком декількох пагорбів у південно-західній частині (див. Sheshan Hill). Висота над рівнем моря становить 4 метри. Найвища точка — 103 метри — знаходиться на острові Дацзіньшань zh:大金山岛.
Клімат — субтропічний, представлений чотирма сезонами. Взимку температура нерідко опускається нижче нуля, а пересічна температура в липні та серпні тримається на рівні +32 °C. Найвища температура, яку було зафіксовано — +40 °C, найнижча — −12,1 °C. У Шанхаї в середньому 1778 сонячних годин на рік. Пересічна кількість дощових днів становить 112 на рік, найбільше опадів припадає на червень.< У середньому безморозний період триває 276 днів.
Пори року майже точно відповідають календарним. Навесні погода буває дуже мінливою, нерідкими є опади з частими перепадами температур. На початку літа йдуть зливи. Температура і вологість упродовж літа зависокі. Восени зазвичай сонячно і сухо. Зима в місті є малосніжною, теплою і дощовою. Впродовж року місто декілька разів може потерпати від тайфунів.

### Пересічна місячна температура і кількість опадів у Шанхаї
Помісячні (впродовж року) середні показники температур повітря і кількості опадів у місті Шанхай проілюстровано в наступній таблиці:
| Клімат Шанхая (середні 1981–2010, абсолютні 1951–нині) | Клімат Шанхая (середні 1981–2010, абсолютні 1951–нині) | Клімат Шанхая (середні 1981–2010, абсолютні 1951–нині) | Клімат Шанхая (середні 1981–2010, абсолютні 1951–нині) | Клімат Шанхая (середні 1981–2010, абсолютні 1951–нині) | Клімат Шанхая (середні 1981–2010, абсолютні 1951–нині) | Клімат Шанхая (середні 1981–2010, абсолютні 1951–нині) | Клімат Шанхая (середні 1981–2010, абсолютні 1951–нині) | Клімат Шанхая (середні 1981–2010, абсолютні 1951–нині) | Клімат Шанхая (середні 1981–2010, абсолютні 1951–нині) | Клімат Шанхая (середні 1981–2010, абсолютні 1951–нині) | Клімат Шанхая (середні 1981–2010, абсолютні 1951–нині) | Клімат Шанхая (середні 1981–2010, абсолютні 1951–нині) | Клімат Шанхая (середні 1981–2010, абсолютні 1951–нині) |
| Показник                                               | Січ.                                                   | Лют.                                                   | Бер.                                                   | Квіт.                                                  | Трав.                                                  | Черв.                                                  | Лип.                                                   | Серп.                                                  | Вер.                                                   | Жовт.                                                  | Лист.                                                  | Груд.                                                  | Рік                                                    |
| Абсолютний максимум, °C                                | 22,1                                                   | 27,0                                                   | 29,6                                                   | 34,3                                                   | 35,5                                                   | 37,5                                                   | 40,6                                                   | 40,8                                                   | 38,2                                                   | 34,0                                                   | 28,7                                                   | 23,4                                                   | 40,8                                                   |
| Середній максимум, °C                                  | 8,1                                                    | 10,1                                                   | 13,8                                                   | 19,5                                                   | 24,8                                                   | 27,8                                                   | 32,2                                                   | 31,5                                                   | 27,9                                                   | 22,9                                                   | 17,3                                                   | 11,1                                                   | 20,6                                                   |
| Середня температура, °C                                | 4,8                                                    | 6,6                                                    | 10,0                                                   | 15,3                                                   | 20,7                                                   | 24,4                                                   | 28,6                                                   | 28,3                                                   | 24,9                                                   | 19,7                                                   | 13,7                                                   | 7,6                                                    | 17,1                                                   |
| Середній мінімум, °C                                   | 2,1                                                    | 3,7                                                    | 6,9                                                    | 11,9                                                   | 17,3                                                   | 21,7                                                   | 25,8                                                   | 25,8                                                   | 22,4                                                   | 16,8                                                   | 10,6                                                   | 4,7                                                    | 14,1                                                   |
| Абсолютний мінімум, °C                                 | −10,1                                                  | −7,9                                                   | −5,4                                                   | −0,5                                                   | 6,9                                                    | 12,3                                                   | 16,3                                                   | 18,8                                                   | 10,8                                                   | 1,7                                                    | −4,2                                                   | −8,5                                                   | −10,1                                                  |
| Середня кількість сонячних годин на місяць             | 114,3                                                  | 119,9                                                  | 128,5                                                  | 148,5                                                  | 169,8                                                  | 130,9                                                  | 190,8                                                  | 185,7                                                  | 167,5                                                  | 161,4                                                  | 131,1                                                  | 127,4                                                  | 1775,8                                                 |
| Норма опадів, мм                                       | 74.4                                                   | 59.1                                                   | 93.8                                                   | 74.2                                                   | 84.5                                                   | 181.8                                                  | 145.7                                                  | 213.7                                                  | 87.1                                                   | 55.6                                                   | 52.3                                                   | 43.9                                                   | 1166.1                                                 |
| Днів з опадами                                         | 9,9                                                    | 9,2                                                    | 12,4                                                   | 11,2                                                   | 10,4                                                   | 12,7                                                   | 11,4                                                   | 12,3                                                   | 9,1                                                    | 6,9                                                    | 7,6                                                    | 7,7                                                    | 120,8                                                  |
| Вологість повітря, %                                   | 74                                                     | 73                                                     | 73                                                     | 72                                                     | 72                                                     | 79                                                     | 77                                                     | 78                                                     | 75                                                     | 72                                                     | 72                                                     | 71                                                     | 74                                                     |
| ------------------------------------------------------ | ------------------------------------------------------ | ------------------------------------------------------ | ------------------------------------------------------ | ------------------------------------------------------ | ------------------------------------------------------ | ------------------------------------------------------ | ------------------------------------------------------ | ------------------------------------------------------ | ------------------------------------------------------ | ------------------------------------------------------ | ------------------------------------------------------ | ------------------------------------------------------ | ------------------------------------------------------ |
| Джерело: Метеорологічна адміністрація Китаю            |                                                        |                                                        |                                                        |                                                        |                                                        |                                                        |                                                        |                                                        |                                                        |                                                        |                                                        |                                                        |                                                        |

## Історія

### Давня історія
Існування поселень на території сучасного Шанхая відоме ще з неолітичного періоду (наприклад, див. Majiabang culture). У період Чуньцю цей регіон складав східний край царства У.

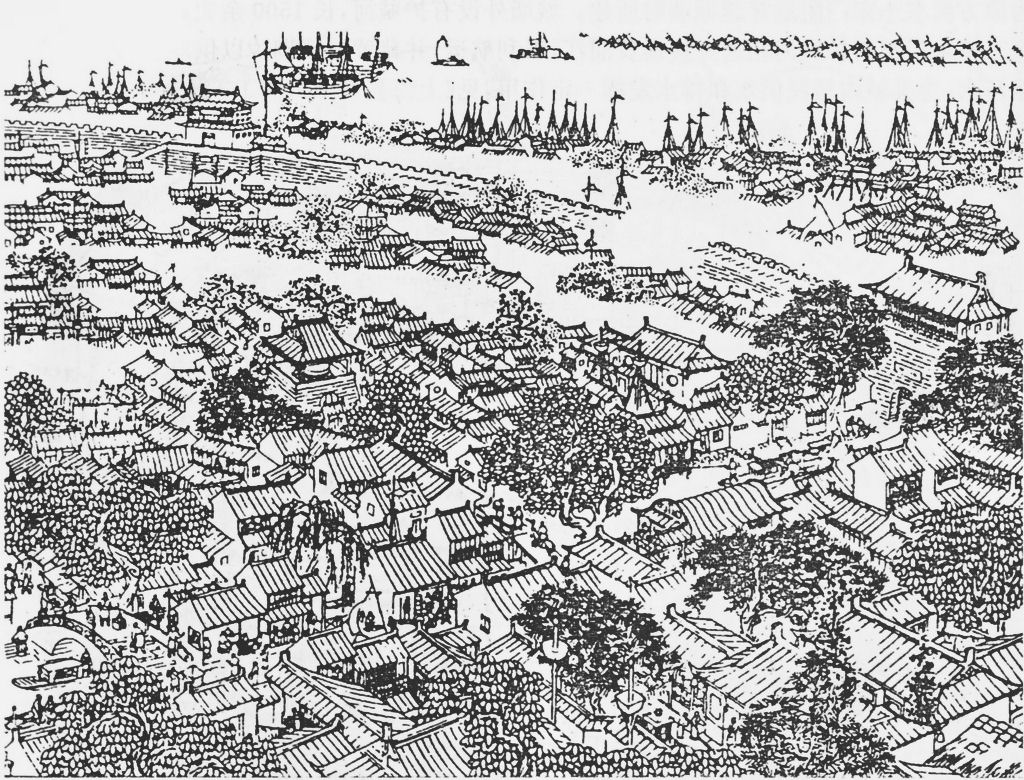
Малюнок, що зображує Шанхай у добу Мін

Перш ніж стати містом, Шанхай був частиною повіту Сунцзян (松江縣) у підпорядкуванні до сучжоуської префектури (蘇州府). Починаючи з часів династії Сун, Шанхай поступово набував значення як важливий морський вузол, і, таким чином, переріс свій адміністративний статус (сьогодні Сунцзян — лише один з районів Шанхая, а кількість населення Сучжоу менша від загальної кількості мешканців Шанхая більш ніж втричі).
У 1553 році зведення фортечних мурів ознаменувало становлення Шанхая як міського осередку. Однак до XIX століття Шанхай лишався невеликим населеним пунктом, і, на відміну від інших великих міст Китаю, в ньому небагато визначних пам'яток давнини.

### Новітні часи
У XIX столітті роль Шанхая докорінно змінилася, оскільки стратегічне розташування міста в дельті річки Янцзи робило його ідеальним місцем для торгівлі із Заходом.
Під час Першої опіумної війни у першій половині XIX століття Шанхай захопили британські війська. Війна завершилась у 1842 році підписанням Нанкінської угоди, згідно з якою, низка портів, включно з Шанхаєм, відкривалися для здійснення зовнішньої торгівлі. За Додатковим протоколом 1843 року і китайсько-американською Вансяською угодою 1844 року західні держави отримали екстериторіальні права, дія яких фактично втратила силу наприкінці 1930-х, однак офіційно їх було скасовано лише в 1943 році.

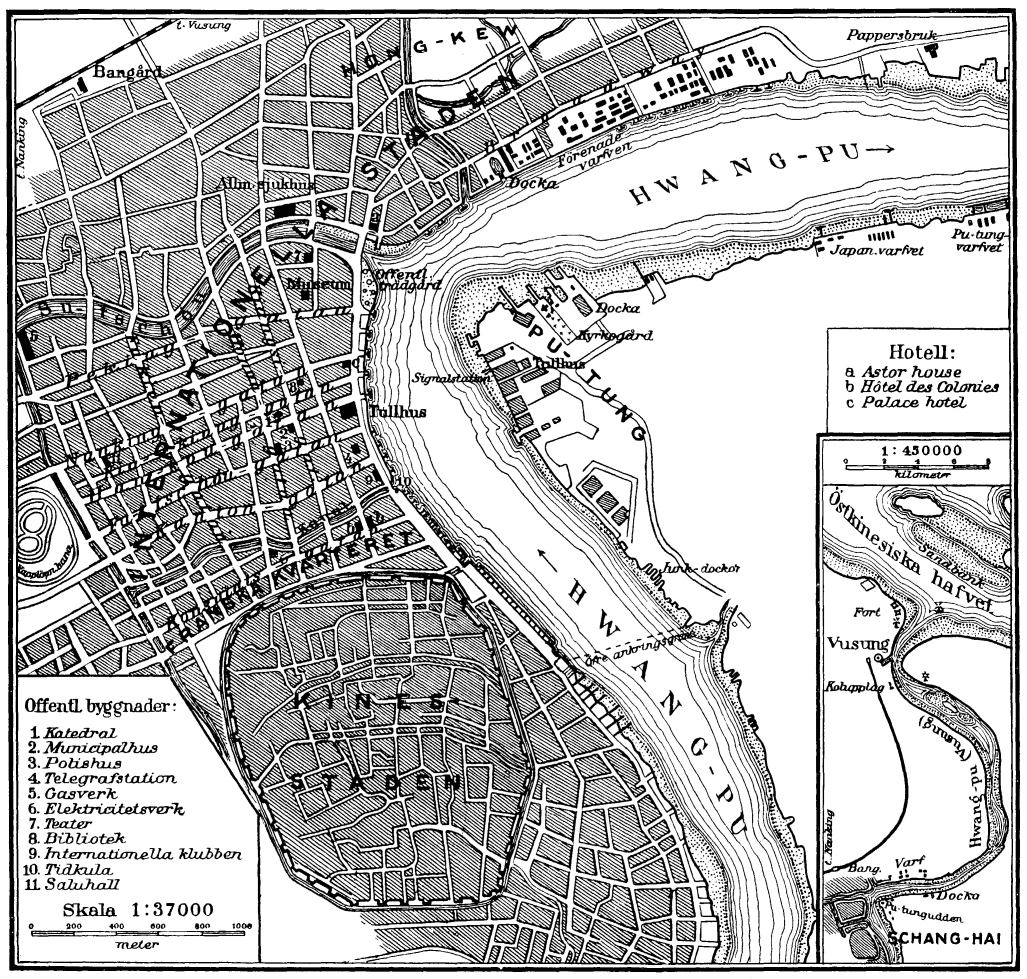
Мапа Шанхаю в 1910 році

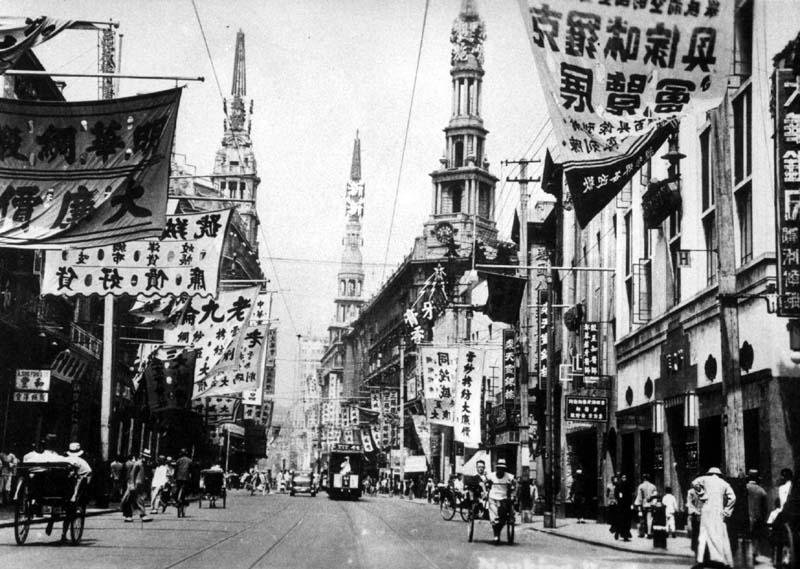
Нанкінська вулиця в 1930-х роках

У ході повстання Тайпінів у 1853 році Шанхай був захоплений тріадою під назвою «Товариство малих мечів», яка відокремилася від повстанців. Під час бойових дій сільську частину Шанхая було зруйновано, однак квартали, де проживали іноземці, не постраждали, саме тому китайці прагнули потрапити до них у пошуках притулку. До того часу китайцям заборонялося селитися у цих районах, але таке обмеження було скасовано в 1854 році, після чого ціна землі у них значно зросла.
У 1854 році також відбулося перше щорічне засідання Шанхайської муніципальної ради, у завдання якої входило управління іноземними концесіями. У 1863 році поселення (сеттлменти) Великої Британії й США, що розташовувалися на західному березі Хуанпу, відповідно на південній і північній сторонах річки Сучжоу, об'єдналися, сформувавши Міжнародний сеттлмент. Франція усунулася від участі в муніципальній раді, зберігаючи незалежний статус Французької концесії, що містилася західніше від Міжнародного сеттлмента.
Японсько-китайська війна 1894—1895 років за контроль над Кореєю завершилася підписанням Сімоносекського договору, після чого Японія поповнила лави іноземних держав, представники і військові яких були присутніми у Шанхаї. Саме японці побудували в Шанхаї перші промислові підприємства, а вже потому за японським взірцем діяли решта країн, що власне і поклало початок розвитку шанхайської промисловості.

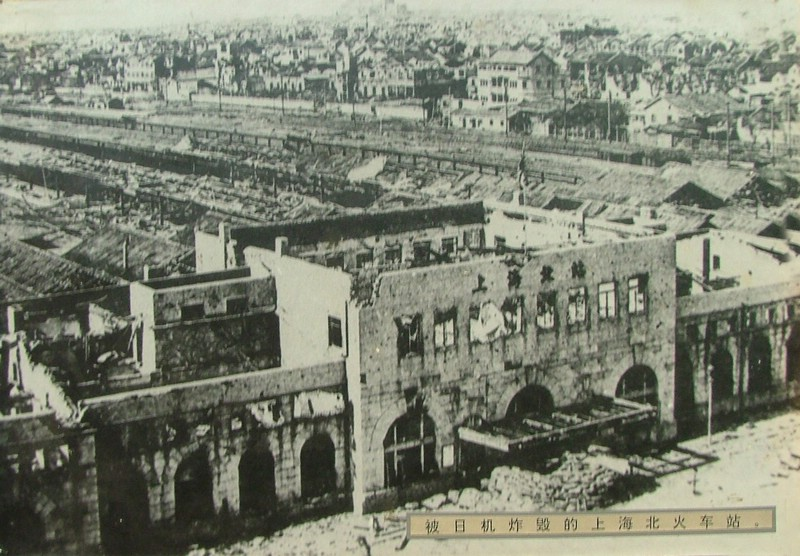
Шанхайський вокзал після бомбардування, 1937 рік

Шанхай поступово ставав найбільшим фінансовим осередком Далекого Сходу. У часи правління республіканського уряду у 1927 році Шанхай отримав статус особливого міста, а в травні 1930 року — міста центрального підпорядкування. У ході другої японсько-китайської війни 28 січня 1932 року японський флот піддав Шанхай бомбардуванню, метою якого було втихомирення студентських виступів проти мукденського інциденту і японської окупації Маньчжурії.
У 1937 році японська армія з боями взяла Шанхай, місто залишалося в руках загарбників до самої капітуляції Японії у 1945 році. Під час Другої світової війни Шанхай став притулком для біженців з Європи. Це було єдине місто у світі, на той момент відкрите для євреїв-жертв Голокосту. Однак під тиском німецьких союзників наприкінці 1941 року японці переселили єврейських іммігрантів Шанхая у гетто, в якому почали поширюватися інфекційні захворювання, зокрема такі, як шигельоз (тоді називали дизентерією).

### Доба КНР
27 травня 1949 року гомінданівські війська здали Шанхай комуністам, після чого упродовж десяти років більшість міст центрального підпорядкування були включені до складу сусідніх провінцій, однак Шанхай і Пекін зберегли особливий статус. Упродовж цього десятиліття кордони Шанхая кілька разів змінювалися. Після того як містом заволоділи комуністи, офіси більшості іноземних фірм були перенесені з Шанхая до Гонконгу. Втім, розвиток міста тривав і упродовж 1950-х — 1960-х років. У цей час Шанхай перетворився на важливий промисловий центр, а також базу лівих сил в КПК. Попри це навіть у найпохмуріші й неспокійні роки Китайської культурної революції Шанхаю вдавалося зберігати високий рівень промислового виробництва й відносну соціальну стабільність.

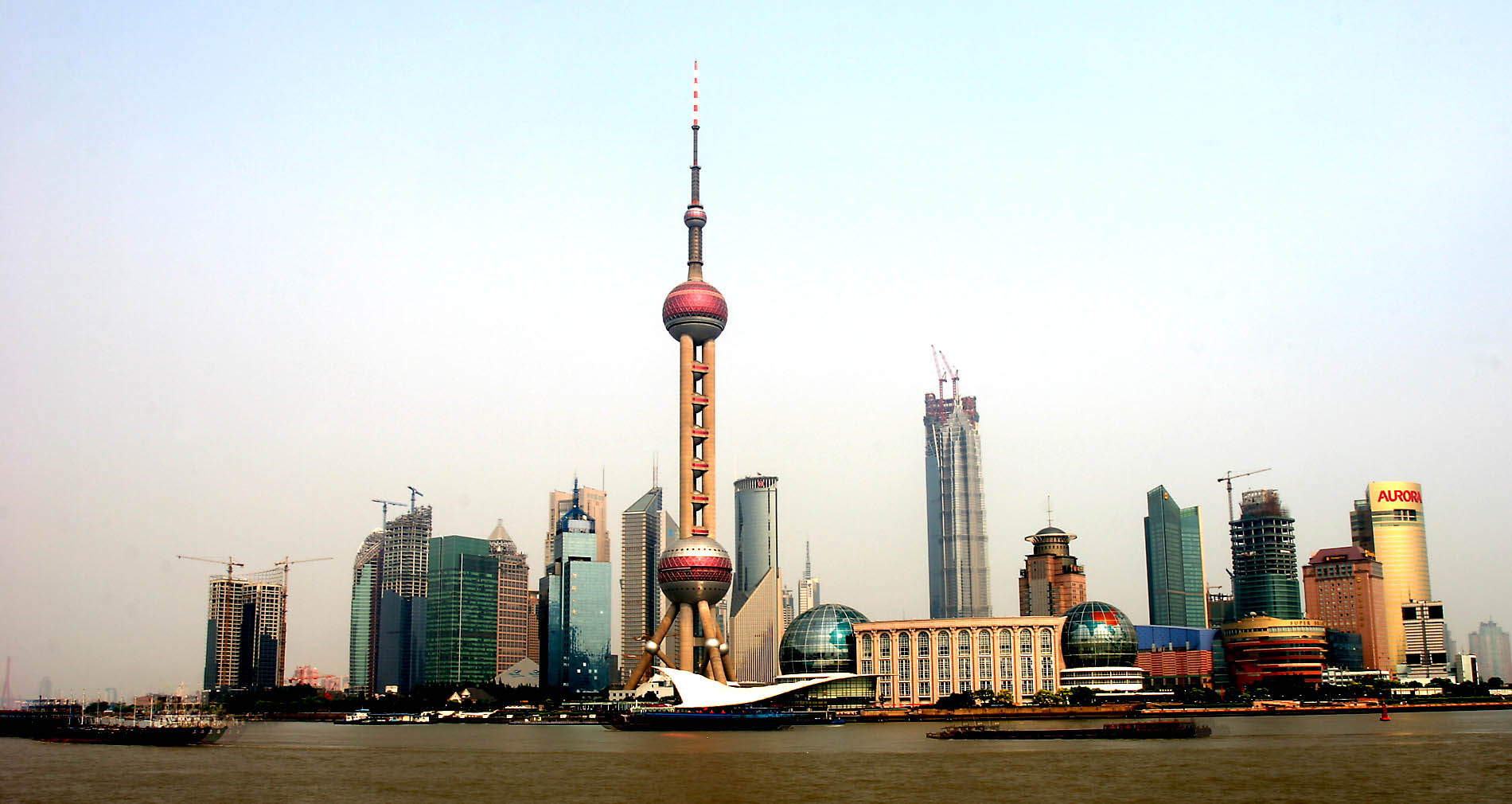
Новий район Пудун, 1997

Упродовж існування КНР Шанхай, у порівнянні з іншими провінціями й містами, залишався і залишається одним з найбільших джерел податкових надходжень у державі. Це позначилося на розвитку міської інфраструктури й капітального будівництва. Важливість Шанхая для підтримки стабільності надходжень у бюджет також вплинула на те, що Шанхаю не було дозволено починати економічну лібералізацію в середині 1980-х, як це було зроблено в південній провінції Ґуандун (у цей період центральна скарбниця практично не отримувала податків з Ґуандуна, і тому саме його обрали для здійснення експериментальних реформ). Шанхай отримав дозвіл на проведення реформ лише згодом — у 1991 році.
Починаючи від 1992 року, центральний уряд на чолі з колишнім мером Шанхая Цзяном Цземінєм почав проводити курс поступового зниження податків у місті. Метою цієї політики було залучення інвестицій задля перетворення міста в один зі значних економічних осередків Східної Азії, а також задля зміцнення ролі Шанхая як «брами» для іноземних інвестицій в економіку Китаю. Відтоді показники економічного зростання в місті є одними з найвищих по країні.
У березні 2021 року мер Шанхаю оголосив, що замість одного міста, що охоплює весь муніципалітет, планується збудувати п'ять нових міст у межах попереднього.
Очікується, що кожне нове місто розвиватиме галузі, засновані на унікальних характеристиках, а також великі підприємства, здатні стимулювати розвиток малих та середніх фірм.

## Адміністративний поділ

Адміністративно-територіальний поділ Шанхаю

Шанхай поділяється на 19 одиниць повітового рівня: 18 районів і 1 повіт. У Шанхаї не існує єдиного міського центру, тому функціонально, він розділений між декількома районами — ділові центри Шанхаю належать до Луцзяцзуй на східному березі Хуанпу, Бунд й Хунцяо — на західному.
Міська рада й мерія міста розташовані в районі Хуанпу, що також є торгівельним районом, включаючи відому Нанкінську вулицю. Інші великі торгівельні зони також включають елітний район Синьтяньді на вулиці Хуайхай Лу в районі Лувань і зону Сюйцзяхуей у районі Сюйхой. Більшість університетів Шанхая розташовані в житлових зонах районів Янпу і Путо.
Сучасний Шанхай розділений річкою Хуанпу на Західний (Пусі́ 浦西) і Східний (Пудун 浦东) береги. Пусі — історичний центр Шанхаю, в ньому розташовано 9 районів. Східний берег став новою економічною зоною, символом Китаю XXI століття. Він складається з одного району — Пудун.
- Район Хуанпу (кит.: 黄浦区; піньїнь: Huángpǔ Qū)
- Район Лувань (卢湾区 Lúwān Qū)
- Район Сюйхой (徐汇区 Xúhuì Qū)
- Район Чаннін (长宁区 Chángníng Qū)
- Район Цзінань (静安区 Jìng'ān Qū)
- Район Путо (普陀区 Pǔtuó Qū)
- Район Чжабей (闸北区 Zháběi Qū)
- Район Хункоу (虹口区 Hóngkǒu Qū)
- Район Янпу (杨浦区 Yángpǔ Qū)
- Пудун (浦东新区 Pǔdōng Xīn Qū) — до 1992 — повіт Чуаньша.

Під управлінням наступних восьми районів знаходяться передмістя, міста-супутники й сільські райони за межами міської зони:
- Район Баошань (宝山区 Bǎoshān Qū), до 1988 — повіт
- Район Міньхан (闵行区 Mǐnháng Qū), до 1992 — повіт
- Район Цзядін (嘉定区 Jiādìng Qū), до 1992 — повіт
- Район Цзіньшань (金山区 Jīnshān Qū), до 1997 — повіт
- Район Сунцзян (松江区 Sōngjiāng Qū), до 1998 — повіт
- Район Цінпу (青浦区 Qīngpǔ Qū), до 1999 — повіт
- Район Наньхуей (南汇区 Nánhuì Qū), до 2001 — повіт
- Район Фенсянь (奉贤区 Fèngxián Qū), до 2001 — повіт
- Група островів, розташованих в гирлі Янцзи, знаходяться під керівництвом повіту Чунмін (崇明县 Chóngmíng Xiàn), названого так за назвою найбільшого острова.

Станом на 2003 рік, ці одиниці повітового рівня також підрозділяються на 220 одиниць волосного рівня: 114 повітових міст, 3 волості й 103 вуличних комітети. Вони, своєю чергою, мають поділ на 3393 квартальні канцелярії та 2037 селищних комітети.

## Демографія

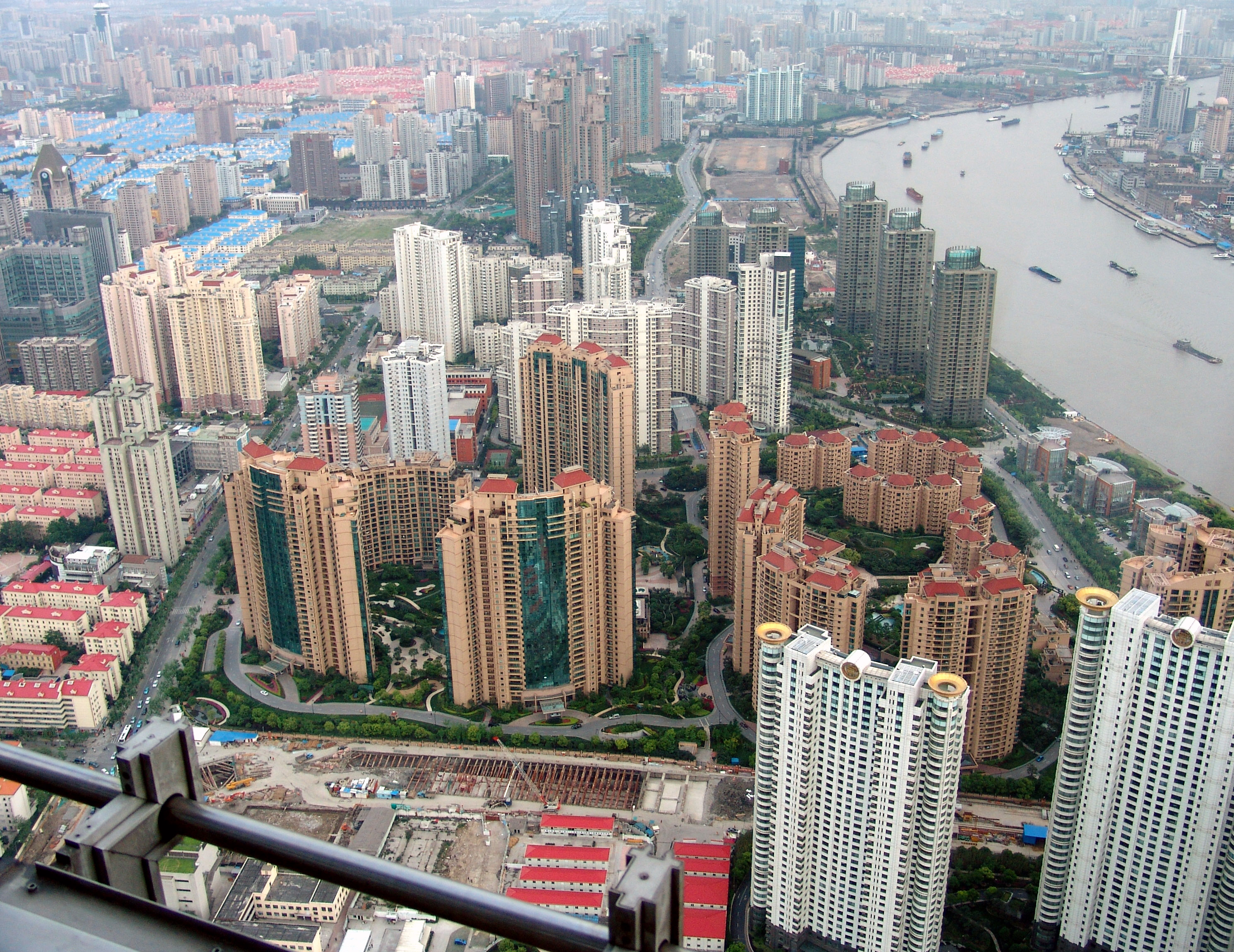
Пудун, житлові будинки

Відповідно до даних перепису 2000 року, населення всієї території Шанхая (включаючи заміську зону) склало 16,738 мільйона осіб (у цей показник також включено 3,871 мільйона «тимчасових» мешканців). Від часу попереднього перепису 1990 року населення Шанхая збільшилося на 3,396 мільйона осіб, тобто приріст населення склав 25,5 %.
Чоловіки становлять 51,4 % населення міста, жінки — 48,6 %. Діти до 14 років становлять 12,2 % населення, вікова група 15-64 років — 76,3 %, старші 65 — 11,5 %. Лише 5,4 % населення Шанхая є неписьменними.
У 2003 році в Шанхаї налічувалося 13,420 мільйонів офіційно зареєстрованих жителів, ще понад 5 мільйонів осіб живуть і працюють у Шанхаї неофіційно, з них близько 4 мільйонів — сезонні робітники, переважно з провінцій Цзянсу й Чжецзян.
Наприкінці 2007 року населення Шанхая з постійною пропискою склало 13,790 мільйона осіб, тимчасову прописку мало 4,790 мільйона осіб, а сумарне населення з постійною й тимчасовою пропискою склало, таким чином, 18,580 мільйона осіб. Частка людей похилого віку (старше 60 років) склала 20,8 % від загального населення міста. Середня тривалість життя в 2006 році склала в середньому 80,97 років — 78,67 для чоловіків і 82,29 для жінок.

## Економіка
Шанхай — це великий фінансовий і комерційний центр Китаю. Ринкові реформи в Шанхаї розпочалися в 1992 році — на десятиліття пізніше, ніж у південних провінціях. До того часу більша частина прибутків міста йшла до Пекіна. Навіть після зниження податкового тягаря в 1992 році, податкові надходження від Шанхая становили 20-25 % надходжень з усього Китаю (до 1990-х років ця цифра становила близько 70 %). Сьогодні Шанхай найбільше та найрозвинутіше місто континентального Китаю.
У 2005 році порт Шанхаю посів перше місце в країні за вантажообігом. У 2007 році порт обробив 560 мільйонів тонн вантажів. За обробкою контейнерів Шанхай обігнав Гонконг і вийшов на друге місце після Сінгапура.
На початку XXI століття між Шанхаєм і Гонконгом розгорнулася гостра боротьба за право називатися «економічною столицею» Китаю. У 2003 році ВВП на душу населення в Шанхаї становив 46 586 юанів (близько 5620 доларів США), що ставить його на 13 місце з-поміж 659 міст Китаю. Серед переваг Гонконгу — сильніша правова система й набагато більший досвід у банківських справах та сфері послуг. У Шанхая є сильні зв'язки із центральним урядом та іншими районами континентального Китаю, а також міцніша виробнича і технологічна база. Після передачі Гонконгу КНР в 1997 році роль Шанхая у фінансовій і банківській сфері, а також як місця базування головних офісів компаній підвищилася, підігріваючи попит на освічену та сучасну робочу силу.

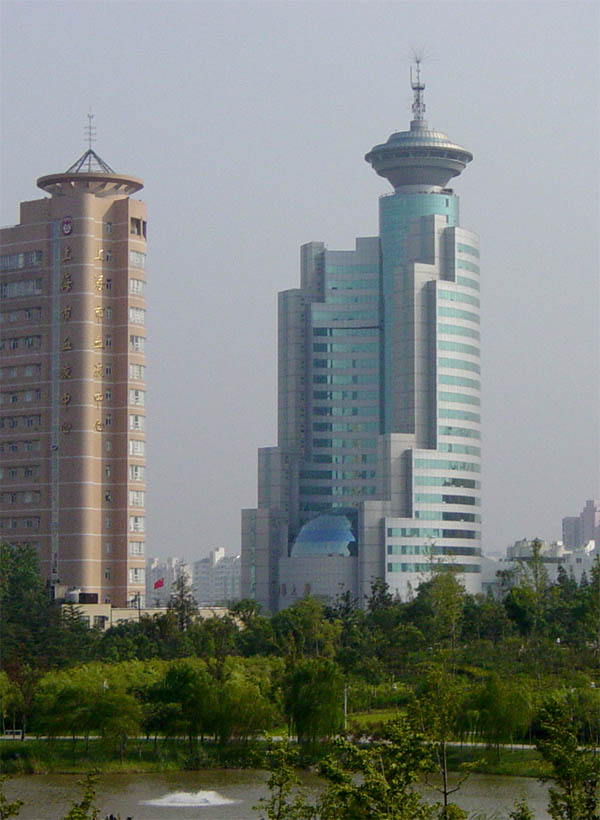
Новобудови Шанхаю 90-х років

Від 1992 року економіка Шанхаю зростає більш ніж на 10 % щороку. У 2005 році номінальний ВВП Шанхая зріс на 11,1 % і склав 912,5 млрд юанів (114 млрд доларів США). Як і багато інших регіонів Китаю, Шанхай переживає будівельний бум.
Організації, відповідальні за планування розвитку міста, зараз усе більше уваги надають створенню зелених зон і парків у межах житлових комплексів для поліпшення якості життя жителів міста, що цілком відповідає гаслу Всесвітньої виставки Експо 2010 Шанхай: «Краще місто — краще життя» (англ. Better City — Better Life).
Історично Шанхай був «західним» містом Китаю, і зараз він знову усе більше перебирає на себе роль головного пункту взаємин Китаю із Заходом. Одним із прикладів цього є відкриття інформаційного центру з обміну медичними знаннями між західними й китайськими інститутами охорони здоров'я Pac-Med Medical Exchange. У Пудуні розташовуються будинки й вулиці, дуже схожі на ділові й житлові райони сучасних американських і західноєвропейських міст. Тут же розташовані великі міжнародні торгівельні й готельні зони. Попри високу щільність населення й велику кількість приїжджих, Шанхай відомий дуже низьким рівнем злочинності щодо іноземців.

## Транспорт

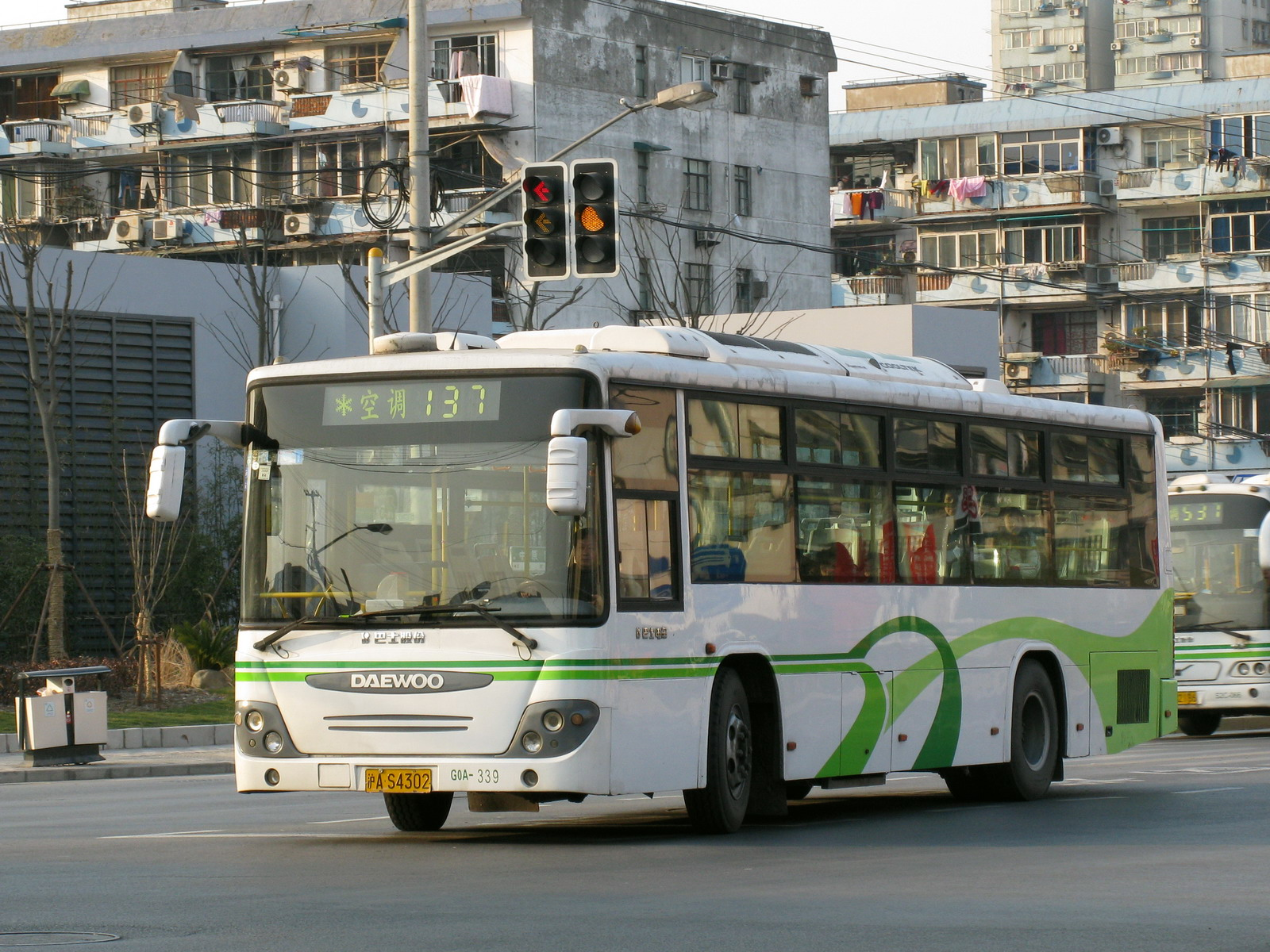
Шанхайський міський автобус «Daewoo»

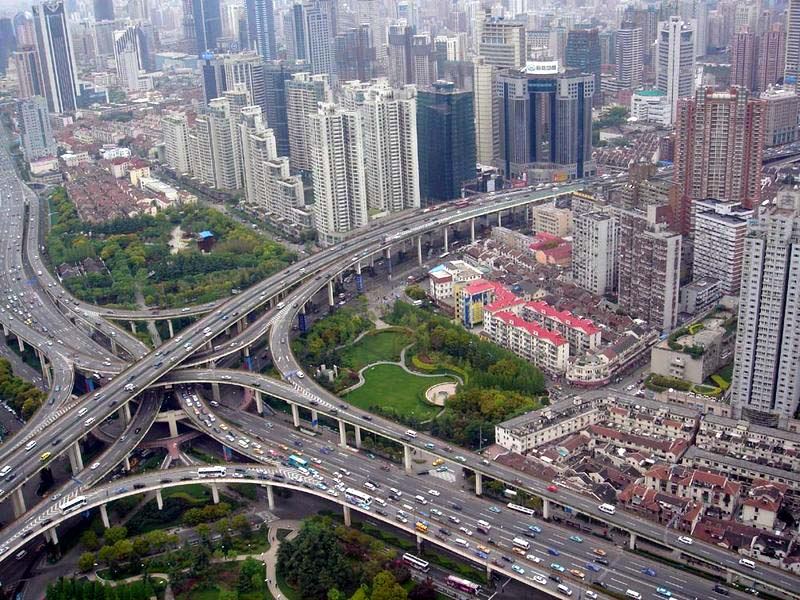
Розв'язка в Пусі

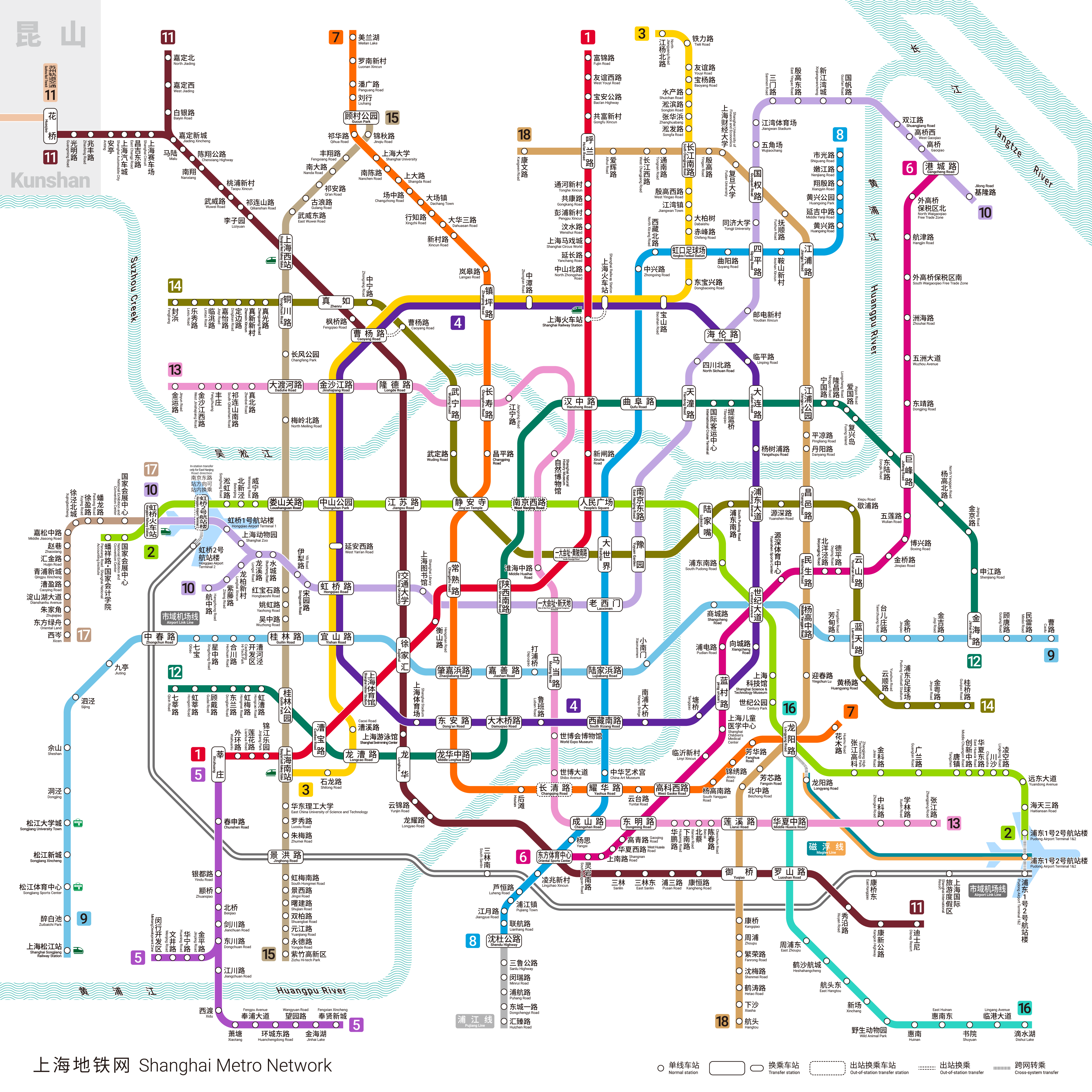
Принципова схема мережі метро Шанхай

Шанхай має розгалужену систему громадського транспорту, яка включає автобусне і тролейбусне сполучення, таксі і метрополітен. У місті діє єдина Шанхайська Громадська транспортна карта, за допомогою якої оплачується проїзд у міському громадському транспорті.
У Шанхаї налічується близько 1000 автобусних маршрутів, проте не всі з них пронумеровані, деякі із них мають назву китайською. Проїзд коштує 1,5—2 юанів, подеколи більше. В місті діє 5 ліній метрополітену (до 2010 року планується ввести ще 8 ліній). Проїзд в метро коштує 3 — 9 юанів залежно від відстані. В місті діє одна з найстаріших з-поміж діючих натепер у світі тролейбусна мережа. Перший тролейбус був пущений за маршрутом 15 листопада 1914 року (другим найстарішим у світі є філадельфійський тролейбус, випущений в 1923 році). В решті китайських міст тролейбуси з'явилися в 1960-х — 1980-х роках XX століття.
Зі зростанням доходів мешканців міста, в останні роки збільшилась кількість приватних автовласників. Однак кількість автомобільних номерів у місті є обмеженою, тому вони продаються з аукціону. Починаючи з 1998 року, щорічна кількість реєстрацій нових автомобілів обмежена 50 тисячами.
У Шанхаї діє два аеропорти: Хунцяо та Міжнародний аеропорт Пудун, сукупний пасажиропотік яких поступається в Китаї лише аеропортам Гонконгу та Пекіна.

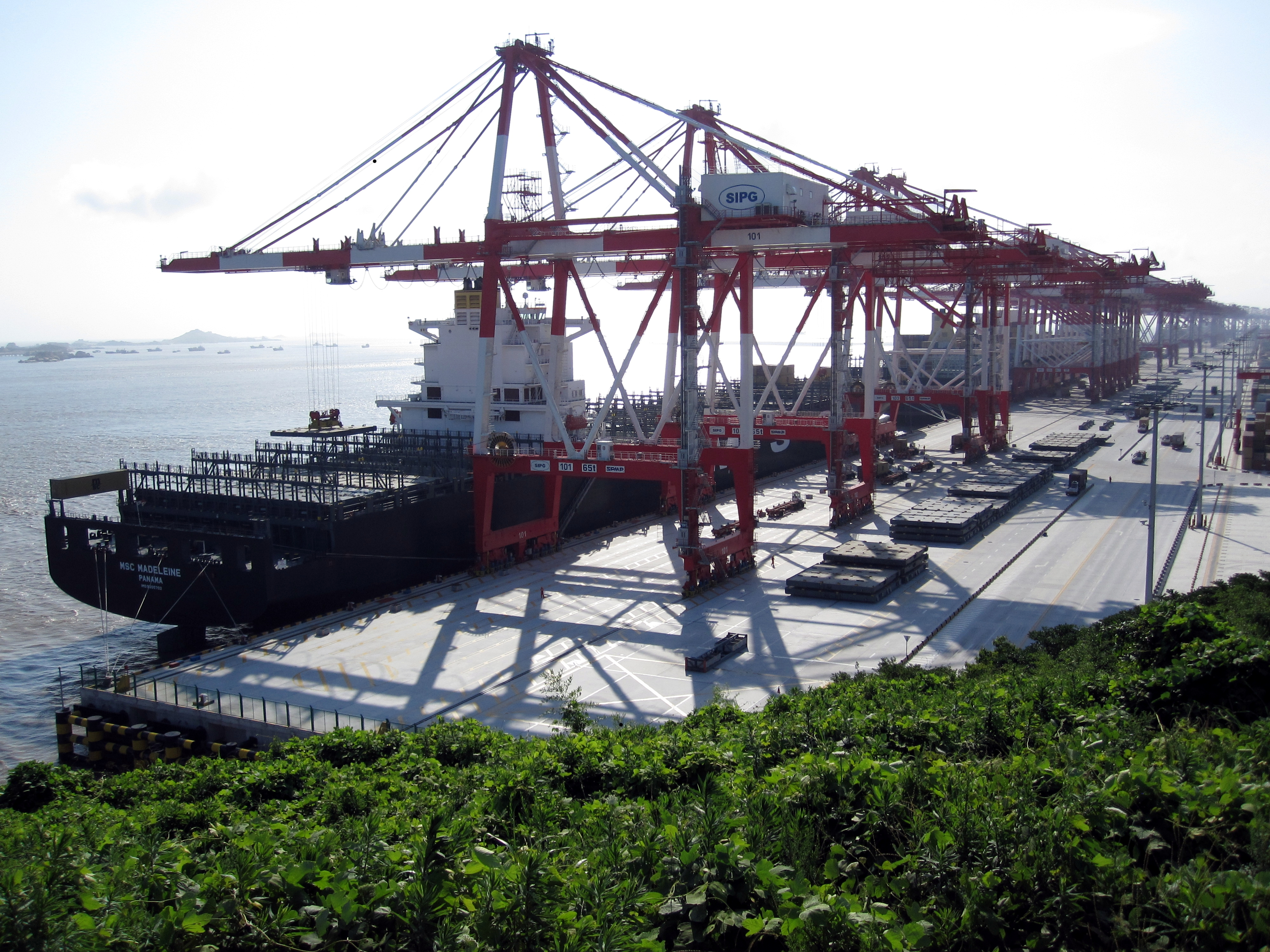
Порт Яншань

Від 2002 року в Шанхаї діє залізнична система Маглев, розроблена німецькою компанією Transrapid. Лінії належить рекорд швидкості в умовах реальної експлуатації (з пасажирами) — 430 км/год. Вона з'єднує місто з аеропортом Пудун і долає відстань 30 км за 7 хв. 21 сек. До 2010 р. лінію планується подовжити до аеропорту Хунцяо й далі на південний захід до Ханчжоу, столиці провінції Чжецзян, після чого її довжина складе 175 км.
Станом на грудень 2004 р. Шанхайський порт, що включає новий глибоководний порт Яншань, є найбільшим у світі.
У Шанхаї знаходяться три вокзали: Шанхайський вокзал, Західний Шанхайський вокзал і Південний Шанхайський вокзал.
Швидкісні автомагістралі включають автотрасу Цзінху сполученням Пекін — Шанхай, а також мережу сучасних окружних та міських автострад. У 2008 році було збудовано 36-кілометровий міст, що з'єднує Шанхай з промисловою зоною Нінбо, він став одним з найдовших морських мостів у світі.

## Архітектура

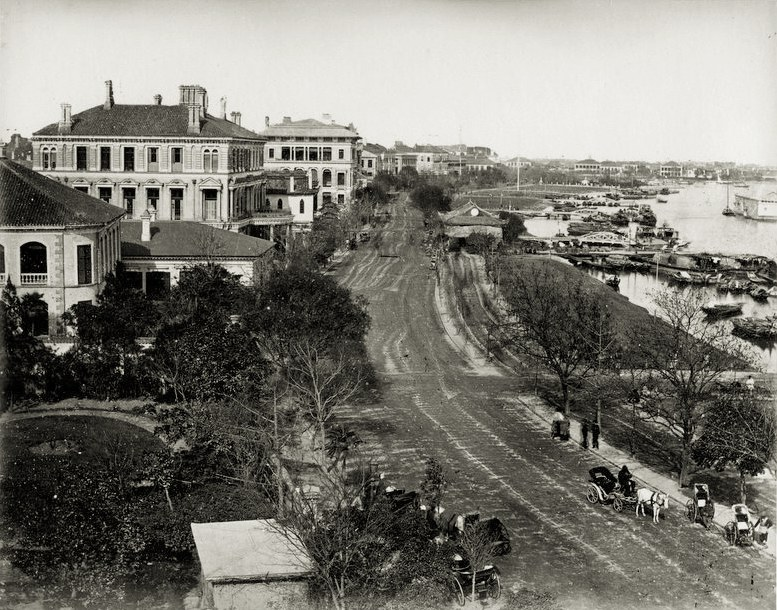
Шанхайський Бунд близько 1890 р.

### Тематичні міста у Шанхаї
У 2001 «Шанхайська комісія з планування» прийняла програму розбудови міста «Одне місто — дев'ять міст» (спрощ.: “一城九镇”). Суть програми — розбудова у різних районах Шанхая та у його містах-сателітах дев'яти «тематичних» міст: шведське, англійське, італійське, іспанське, американське, голландське, німецьке, традиційне китайське, а також екологічне місто Лінань.
Кожне із тематичних міст повторює архітектурний стиль тієї країни, яку воно представляє. Загальною рисою є те, що, зазвичай, відтворюється стиль невеликих колоритних містечок. При цьому, відтворюються навіть «копії» окремих будівель. Наприклад, у тематичному німецькому місті Аньтін, що у районі Цзядін, більшість будинків — 4-поверхові, розраховані на декілька сімей, зведені за німецькими стандартами з ефективними тепло- та звукоізоляцією, із застосуванням сучасних недорогих місцевих будівельних матеріалів та із врахуванням місцевої купівельної спроможності, місцевого колориту, і традицій. Разом із тим, є квартал невеликих двоповерхових будиночків, розрахованих на одну-дві сім'ї. У англійському тематичному містечку Темза, що у районі Сунцзян, вулиці, будинки та планування міста імітують архітектурний стиль типових англійських містечок різних регіонів Англії, а окремі будівлі є практично точними копіями конкретних відомих будівель, таких, наприклад, як будівля англіканської церкви, що у Кліфтоні (Бристоль), паб Риба&чипси, що у Лайм-Реджис (Дорсет) тощо. Типові «покручені англійські» вулички вимощені бруківкою. Невеликі магазинчики і будівлі соціального призначення часто мають «кутові входи», розташовані на розі вулиць. Будинки обладнані традиційними англійськими камінами та димарями, які часто взагалі відсутні у типових китайських помешканнях.

### Сучасність

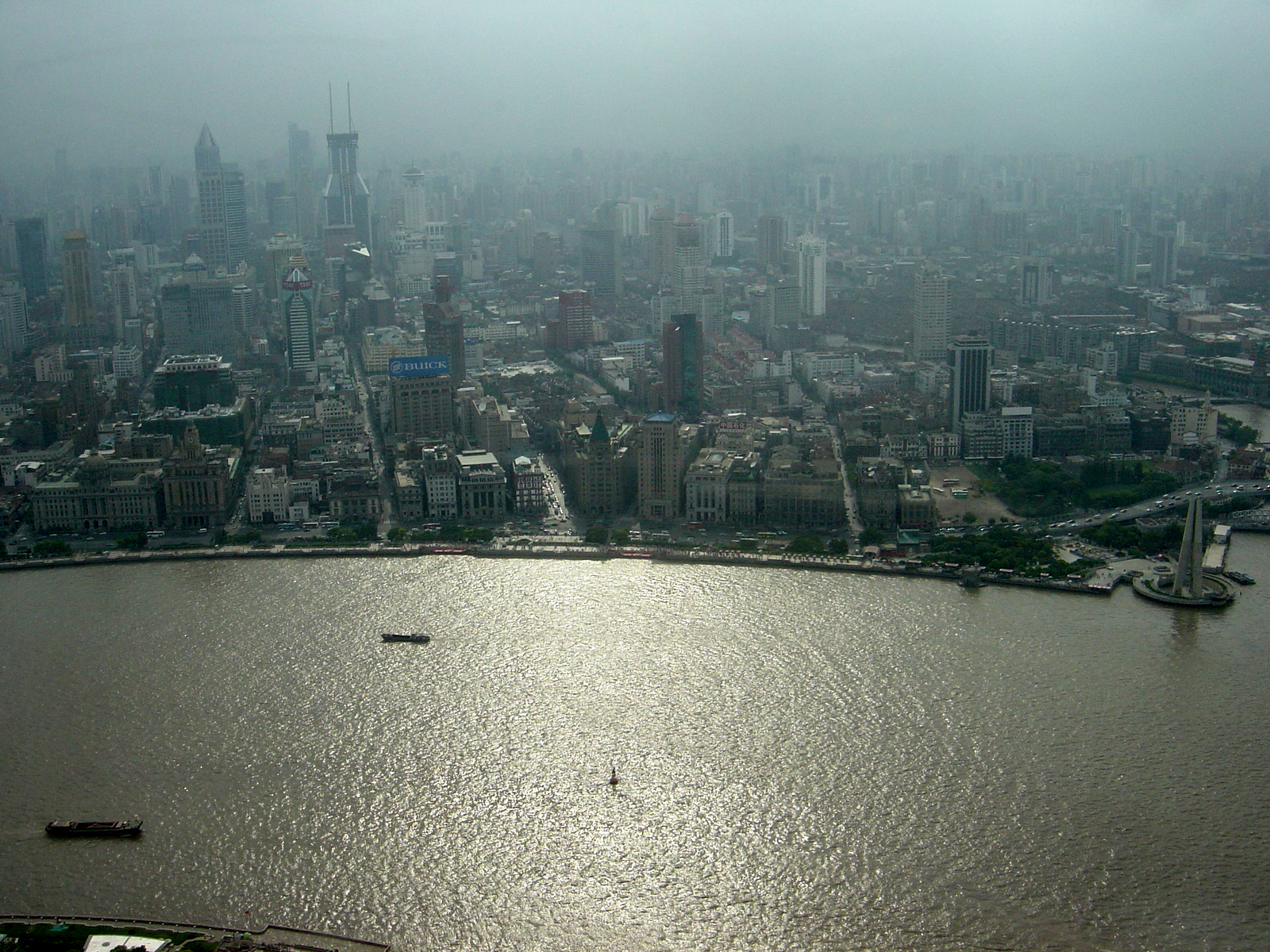
Вид на Бунд та західну частину міста з телевежі Перлина Сходу

- Телевежа Перлина сходу, розташована на східному березі Хуанпуцзян, була завершена у 2005 році та стала символом міста.
- Шанхайський всесвітній фінансовий центр.

## Культура

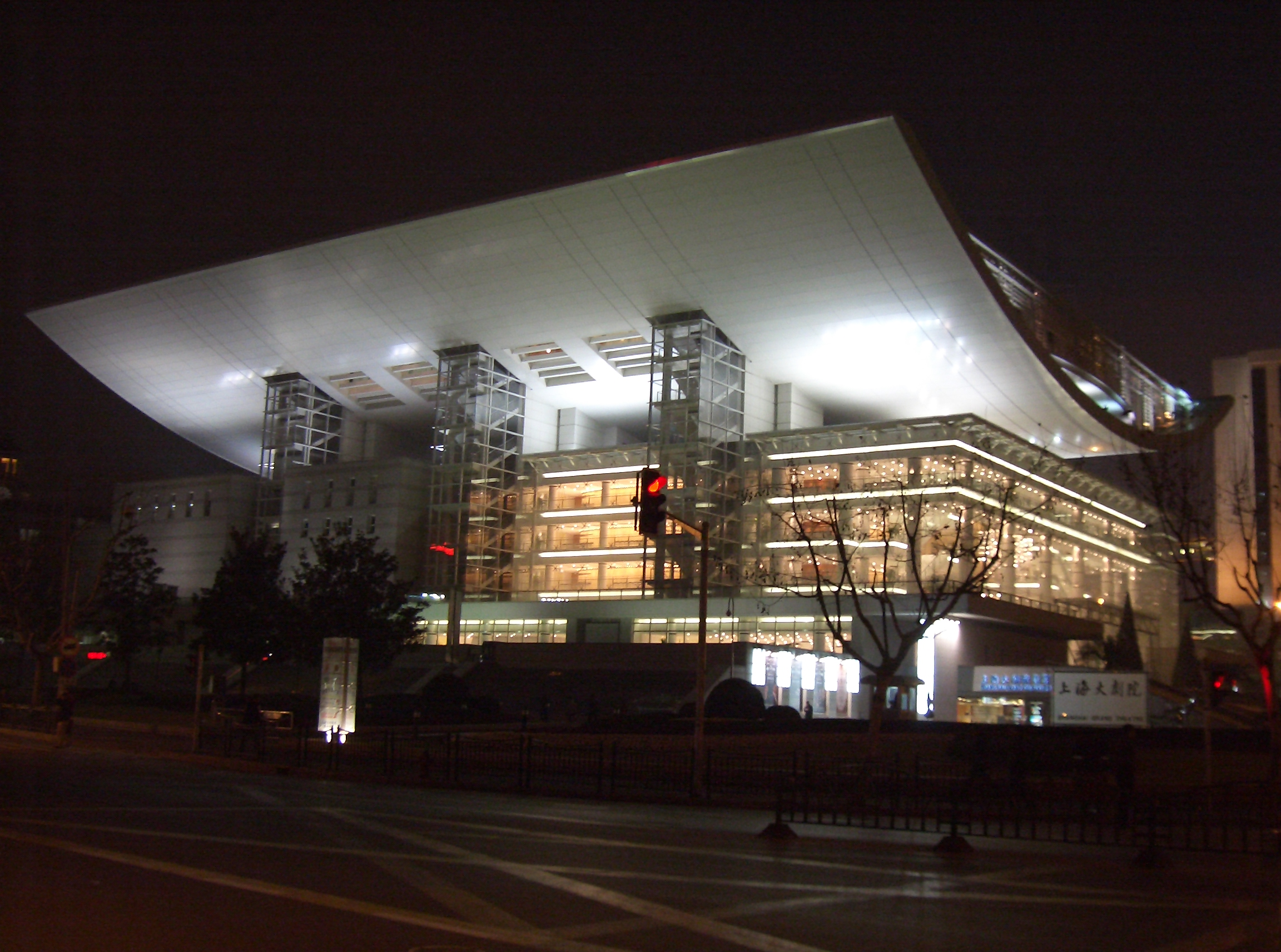
Шанхайський Театр (1998)

В Шанхаї проходить велика кількість культурних заходів світового масштабу. У 2007 році в місті були проведені літні Спеціальні Олімпійські ігри та концерт Live Earth. Щорічно в місті проводиться Шанхайський Міжнародний кінофестиваль. У 2010 році місто стало господарем Всесвітньої виставки Експо 2010. Шанхай є домівкою ряду професійних спортивних команд, у тому числі футбольної команди Шанхай Шеньхуа, яка грає в китайській Суперлізі, Шанхайські акули китайської баскетбольної асоціації, а також Шанхайській Беркут з Китайської бейсбольної ліги. З 2004 року в місті проходить один з етапів Формули-1.

### Мовний стан
Більшість населення Шанхая розмовляє на шанхайському діалекті китайської мови. Шанхайський діалект належить до групи діалектів у. Всередині шанхайського діалекту також існують відмінності, однак, як правило, вони незначні і не впливають на взаєморозуміння. Водночас китаєць, що не говорить на якомусь з діалектів у, не зможе нічого зрозуміти з шанхайського. Сфера застосування діалекту обмежується усним спілкуванням, а офіційною мовою є стандартний діалект китайського путунхуа. Сучасний шанхайський діалект — результат змішання діалектів Сучжоу, Нінбо та інших прилеглих регіонів, звідки упродовж XIX—XX століть прибувала велика кількість переселенців.
Нині майже всі шанхайці у віці до 50 років вільно розмовляють на путунхуа. Володіння іноземними мовами також залежить від вікової групи: найкраще англійською володіють літні корінні шанхайці, котрі здобули освіту ще до революції, а також молодь у віці до 26 років, що вчить англійську з початкової школи.

### Культура міста в роки Республіки
У першій половині XX століття Шанхай став культурним і економічним центром Східної Азії й сприймався як місце появи усього найсучаснішого в Китаї. Саме тут з'явився перший в Китаї автомобіль і сучасна система каналізації. Шанхай також став полем інтелектуальної битви між соціалістичними письменниками, що дотримувалися реалізму (Лу Сінь, Мао Дунь), та більш «буржуазними», романтичними й орієнтованими на естетику авторами (Ши Чжецунь, Шао Сюньмей, Е Лінфен, Чжан Айлін).
Окрім літератури Шанхай також став колискою сучасного китайського театру і кінематографу. В Шанхаї був знятий перший китайський короткометражний фільм «Важкий чоловік і жінка» (難夫難妻, 1913) і перша китайська художня кінокартина «Історія про те, як сирота врятував дідуся» (孤兒救祖記, 1923). Шанхайська кіноіндустрія досягла розквіту на початку 1930-х років, у ній з'явилися зірки, яких порівнювали з Мерілін Монро, наприклад, Чжоу Сюань, котра покінчила життя самогубством в 1957 році. Після закінчення Другої світової війни й революції слідом за нею, багато шанхайських діячів кіно емігрували в Гонконг і зробили величезний внесок у розвиток гонконзького кінематографа.
Значна частина представників шанхайської культури після революції переселилася до Гонконгу разом із численними емігрантами, що втікали від революції. У кінокартині «Любовний настрій» (In the Mood for Love, 花樣年華), знятої Вонгом Карваєм, гонконзьким шанхайцем, показане життя маленької шанхайської громади в Гонконгу й відчувається ностальгія режисера за часами його дитинства. У фільмі також звучить пісня у виконанні Чжоу Сюань.

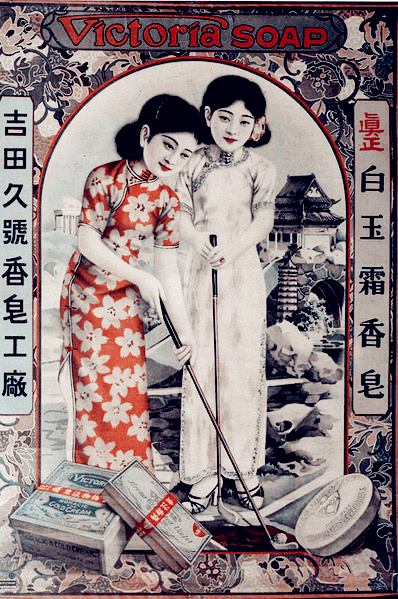
Шанхайський рекламний плакат 1930-х рр. із зображенням жінки в ціпао за грою в гольф.

### Мода

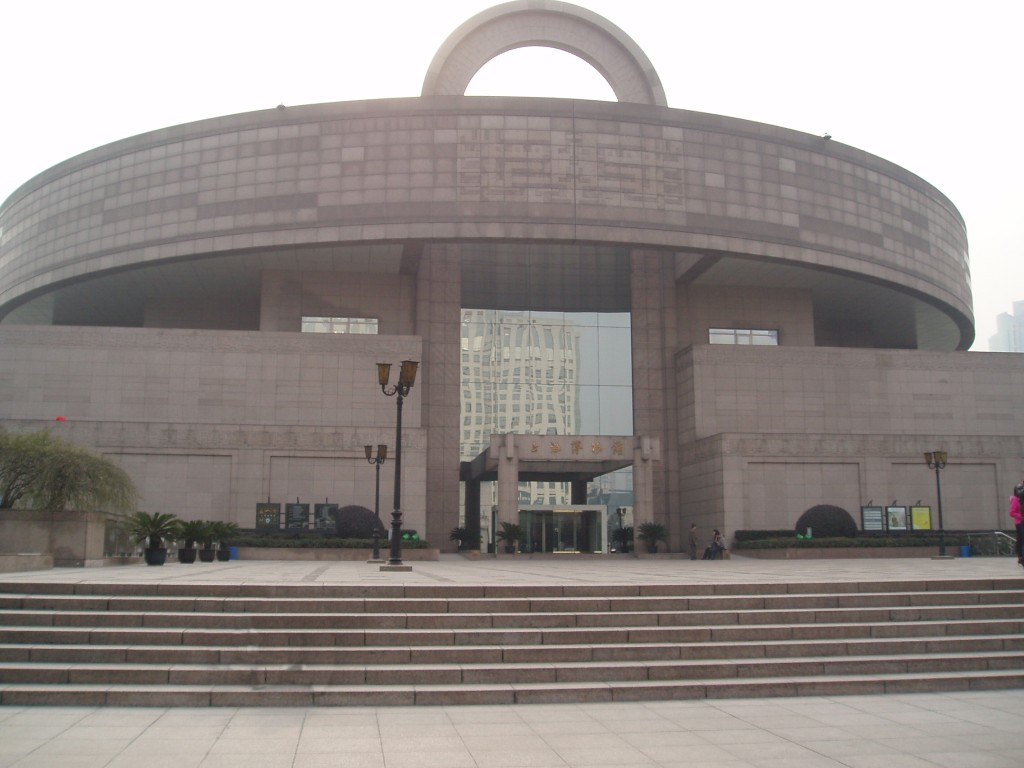
Шанхайський музей

Серед культурних явищ, що виникли в Шанхаї, слід відзначити чонсам — осучаснений варіант традиційної маньчжурсько-китайської жіночої сукні ціпао. Чонсам уперше стали носити в Шанхаї у 1910-х рр. Цей одяг підкреслював стрункість жінки, унизу сукня мала довгі розрізи уздовж ніг. Сукня різко контрастувала із традиційним ціпао, що приховувала фігуру. Чонсам носили разом із західними пальтом й шарфом, і цей образ став свого роду символом тогочасного Шанхаю й усього східноазійського модерну в цілому. Західна мода змінювалася, ці зміни позначалися й на чонсамі: в моду почали входити закриваючі шию сукні без рукавів, сукні з рукавами у вигляді дзвіночків і мережива із чорної тасьми по крайці сукні. До 1940-х років корсаж чонсамів стали робити із прозорого чорного прикрашеного бісером матеріалу, у тому числі й з оксамиту. Трохи пізніше в моду ввійшли картаті тканини. В 1949 році разом з революцією закінчилася ера чонсамів і моди у звичному розумінні цього слова. Але в останні десятиліття індустрія моди знову швидкими темпами набирає оберти. В Шанхаї принаймні один раз на тиждень проходить показ мод. Як і в архітектурі, шанхайські дизайнери намагаються створити свій стиль, заснований на синтезі західних і традиційних китайських мотивів.

### Музеї
Шанхай має декілька музеїв регіонального та національного значення. Шанхайський музей мистецтв та історії має одну з найкращих колекцій китайських історичних пам'яток у світі. Шанхайський художній музей є основним музеєм міста, в ньому проводяться постійні і тимчасові виставки. Шанхайський музей природознавства має одну з найбільших колекцій у галузі природничих наук в Китаї. Крім того, існує цілий ряд менших, спеціалізованих музеїв, деякі з них розміщені у важливих історичних пам'ятках, таких як будинок Тимчасового уряду Кореї і місця проведення Першого Національного Конгресу Комуністичної партії Китаю.

### Релігійні центри

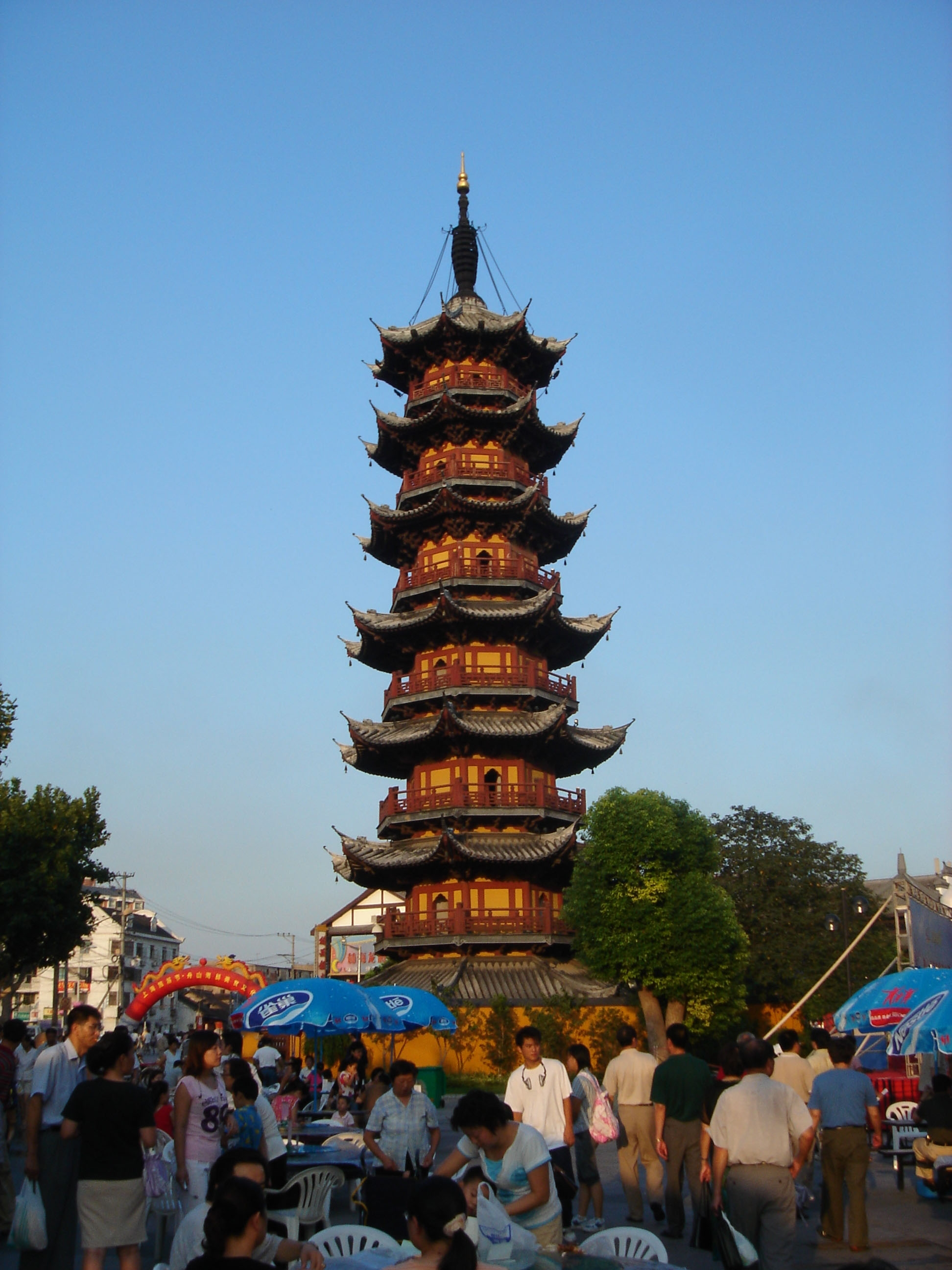
Пагода храму Лунхуа 龙华寺

У сучасному районі Сюйхой розташовані найдавніші центри буддизму та католицтва у регіоні.
Головний буддистський храм Шанхаю, Лунхуа 龍華寺, було засновано у 242 році, зруйновано наприкінці династії Тан та відновлено у 977 (дин. Північна Сун). Див. Longhua Temple.
Через зусилля Сюя Ґуанці (1562—1633, дин. Мін) та його родини Шанхай став центром розповсюдження християнства. У 1847 році під керівництвом єзуїтського ордена було утворено бібліотеку, яка натепер підпорядкована Шанхайській бібліотеці (засн. 1952).
У районі Цзіньшань розташований головний даоський храм міста, початково присвячений покровителю острова Цзіньшань. Див. City God Temple of Shanghai.

## Освіта
Шанхай є головним освітнім центром Китаю. Фінансування освіти в Шанхаї вдесятеро вище ніж в провінції Хенань і в 1999 році склала 9 млрд юаней. На 2009 рік у місті розташовано близько 3000 освітніх закладів, провідним серед яких є університет Фудань. Освітня мережа Шанхаю нараховує 930 дитячих садків, 1200 початкових шкіл та 850 середніх шкіл. 871 000 дітей навчаються у початкових, та 760 000 — у середніх школах. Шанхай нараховує 158 професійно-технічних училищ, в яких навчається 232 700 учнів, а також 41 вищий навчальний заклад з 3- та 4-річними програмами навчання, розрахованими на 200 000 студентів.

## Персоналії
- Теренс Янг (1915—1994) — британський кінорежисер та сценарист
- Вертинська Маріанна Олександрівна (нар. 1943, Шанхай) — радянська і російська актриса театру і кіно.

### Українці в Шанхаї
В 1930-1940-х роках Шанхай став центром української еміграції в Азії. В місті проживало в цей час близько 4 тисяч українців. Шанхай, на рівні з Харбіном, був найактивнішим осередком українського життя в Китаї.
До Шанхаю українці почали прибувати після революції 1905 року. Тоді було засновано Українську Громаду, яка складалася з купців та урядовців місцевих російських установ. В 1905 Громада переслала 400 карбованців до Петербурга в фонд видання Євангелія українською мовою. У 1920-х роках до Шанхаю почали прибувати втікачі з Зеленого Клину й Сибіру, згодом також переселилися українці з Маньчжурії; вони заснували Шанхайську Громаду, яка проіснувала до 1949 року й нараховувала близько 250 членів. Відомими діячами Громади були М. Квашенко, Б. Воблий, М. Мілько. В 1939 році з ініціативи Громади було засновано Український Еміграційний Комітет в Шанхаї, який був визнаний японською військовою місією під час окупації Шанхаю (1937—1945), як офіційна установа для опіки над українцями, грузинами й тюрко-татарами. З ініціативи Комітету у 1941 постала Українська Національна Колонія в Шанхаї, серед діячів якої були П. Бойко-Сокольський, О. Вітковський, Г. Тоцький, Г. Сніжний, О. Дроб'язко. В 1942 році комітет було перейменовано на Український Представницький Комітет.
Українська діаспора міста видавала свою пресу. В 1937 була заснована «Шанхайська Громада» (2 ч.), 1941 — 44 газета «Український Голос на Далекому Сході»; редактори: М. Мілько, О. Дроб'язко, І. Світ. Рівночасно видавався «The Call of the Ukraine» (1941 — 42, 7 ч.), який редагували Михайло Гнатів (Василіїв), І. Світ, а серед співробітників були М. Мілько, Р. Корда. У 1941 — 42 роках в Шанхаї діяло українське радіомовлення. Українська діаспора в Шанхаї тісно співпрацювала із діаспорами інших неросійських народів Російської імперії, зокрема було засновано Товариство співпраці націй Кавказу, Ідель-Уралу та України.
Перед приходом військ комуністів Китаю (1948 — 1949) більшість українців емігрувала до Аргентини, США й Канади.

## Шанхай у літературі та кінематографі

### Кінематограф
- 1932 — «Шанхайський експрес», режисер Джозеф фон Штернберг
- 1938 — «Шанхайська драма», режисер Георг Вільгельм Паст
- 1986 — «Великий мур(інші мови)», режисер Пітер Ван
- 1987 — «Імперія сонця», режисер Стівен Спілберг
- 1987 — «Шанхайський сюрприз», режисер Джим Годдард
- 1992 — «Шанхай. Двадцяті роки», режисер По-Чін Леонг
- 1994 — «Кулак легенди», режисер Гордон Чан
- 1995 — «Шанхайська тріада», режисер Чжан Їмоу
- 1997 — «Вісімнадцять весен», режисер Ан Хуей
- 1998 — «Квіти Шанхаю», режисер Хоу Сяосянь
- 2000 — «Сучжоухе», режисер Е Лоу
- 2003 — «Код 46», режисер Майкл Уінтерботтом
- 2003 — «Пурпуровий метелик», режисер Е Лоу
- 2004 — «Годзілла: остання війна», режисер Рюхей Кітамура
- 2004 — «Розбори в стилі кунг-фу», режисер Стівен Чоу
- 2017 — «Сад падаючих зірок», телесеріал, продюсер Енджі Чай

## Міста-побратими
| - Йокогама, Японія — з 1973 - Осака, Японія — 1974 - Мілан, Італія — 1979 - Роттердам, Нідерланди — 1979 - Сан-Франциско, США — 1979 - Префектура Осака, Японія — 1980 - Загреб, Хорватія — 1980 - Хамхин, Північна Корея — 1982 - Маніла, Філіппіни — 1983 - Антверпен, Бельгія — 1984 - Карачі, Пакистан — 1984 - Чикаго, США — 1985 - Монреаль, Канада — 1985 - Пірей, Греція — 1985 - Гданськ, Польща — 1985 - Префектура Нагасакі, Японія — 1986 - Гамбург, Німеччина — 1986 - Касабланка, Марокко — 1986 - Гетеборг, Швеція — 1986 - Марсель, Франція — 1987 |  | - Сан-Паулу, Бразилія — 1988 - Санкт-Петербург, Росія — 1988 - Стамбул, Туреччина — 1989 - Хошимін, В'єтнам — 1990 - Александрія, Єгипет — 1992 - Пусан, Південна Корея — 1993 - Порт-Віла, Вануату — 1994 - Данідін, Нова Зеландія — 1994 - Хайфа, Ізраїль — 1994 - Ташкент, Узбекистан — 1994 - Порту, Португалія — 1995 - Аден, Ємен — 1995 - Віндгук, Намібія — 1995 - Лондон, Велика Британія — 1996 - Сантьяго-де-Куба, Куба — 1996 - Росаріо, Аргентина — 1997 - Еспоо, Фінляндія — 1998 - Халіско, Мексика — 1998 - Ліверпуль, Велика Британія — 1999 - Мапуту, Мозамбік — 1999 |  | - Дубай, ОАЕ — 2000 - Чіангмай, Таїланд — 2000 - Наталь, Південна Африка — 2001 - Ґуаякіль, Еквадор — 2001 - Вальпараїсо, Чилі — 2001 - Барселона, Іспанія — 2001 - Осло, Норвегія — 2001 - Константа, Румунія — 2002 - Алжир, Алжир — 2003 - Коломбо, Шрі-Ланка — 2003 - Графство Архус, Данія — 2003 - Братиславський край, Словаччина — 2003 - Район Хауракі, Нова Зеландія — 2003 - Зальцбург, Австрія — 2004 - Нікосія, Кіпр — 2004 - Корк, Ірландія — 2005 - Вінстон-Сейлем, США — 2006 - Базель, Швейцарія — 2007 - Нижньовартовськ, Росія — 2007 - Бурос, Швеція — 2007 - Сараєво, Боснія і Герцеговина — 2008 |

## Галерея

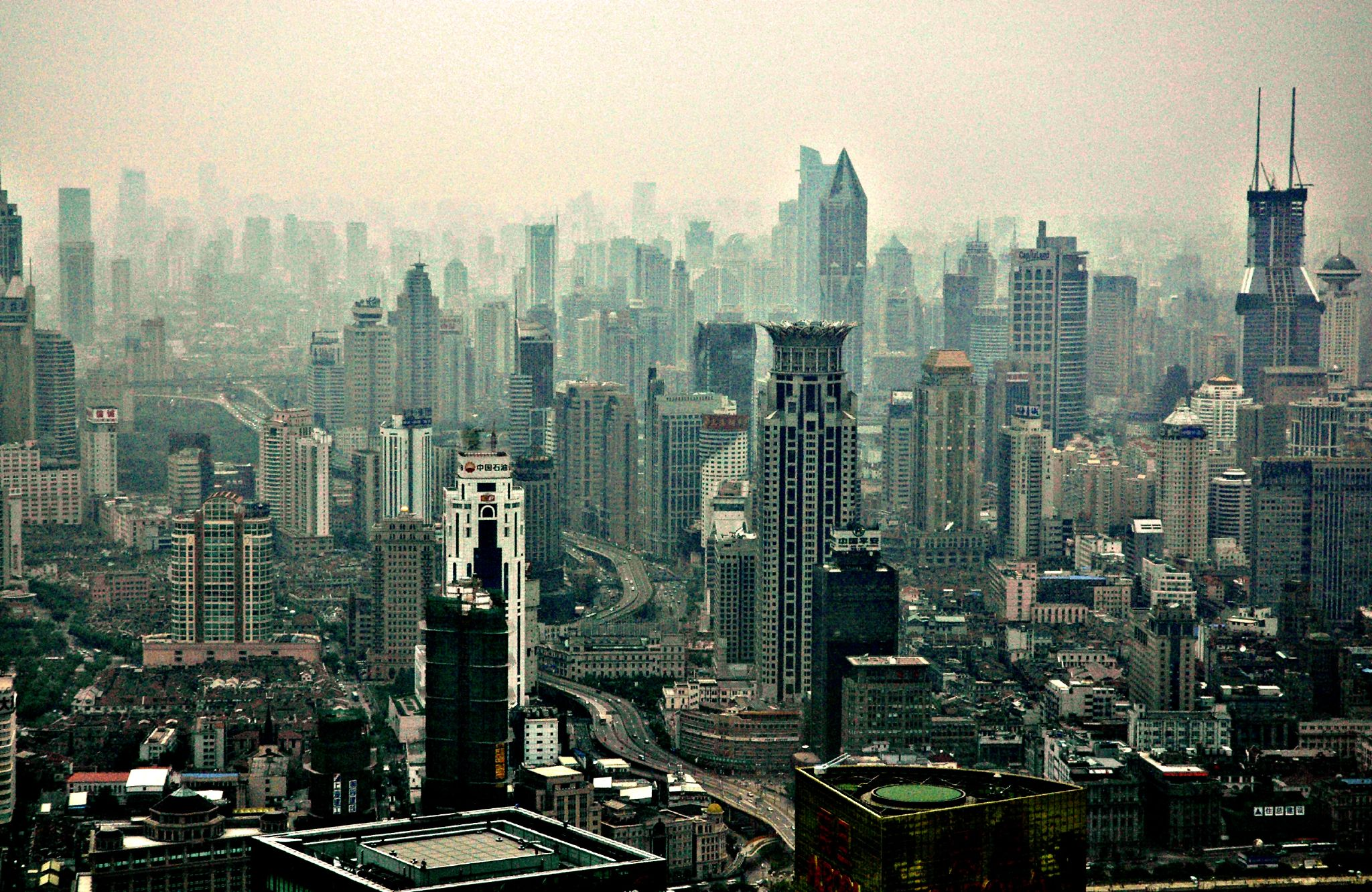
Краєвид Шанхаю
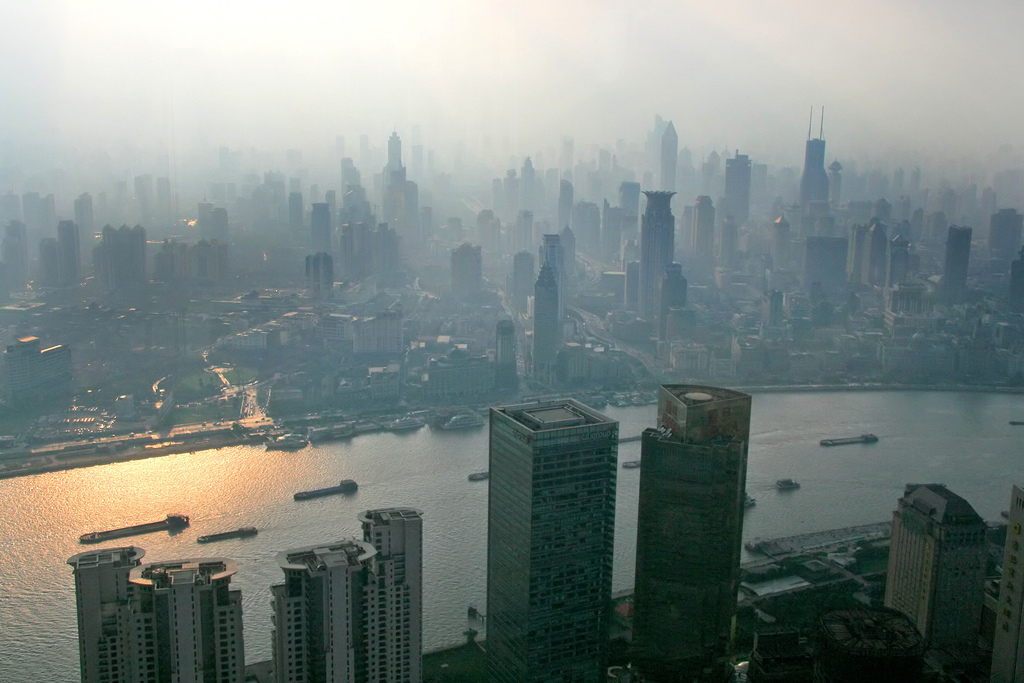
річка Хуанпу та вид на західну частину міста
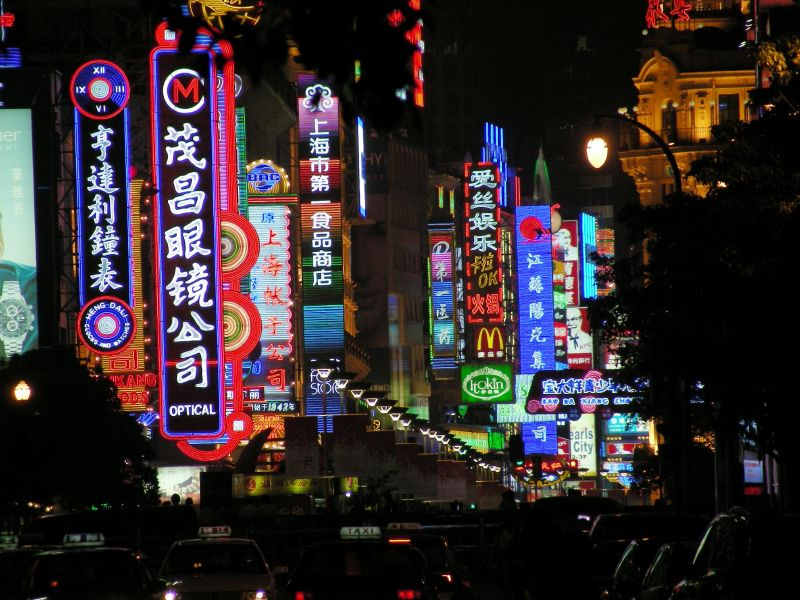
Нанкінська вулиця вночі
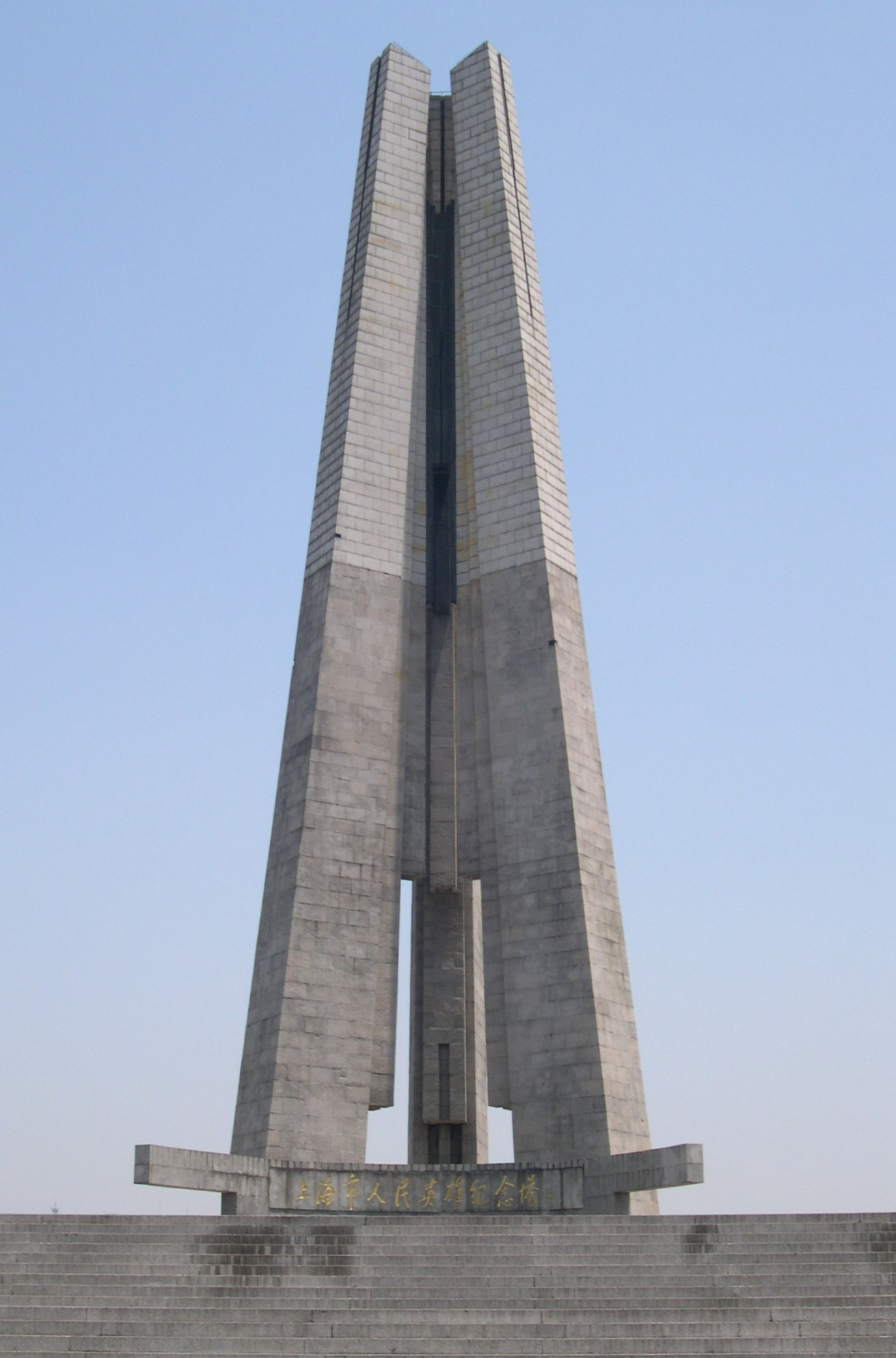
Пам'ятник народним героям
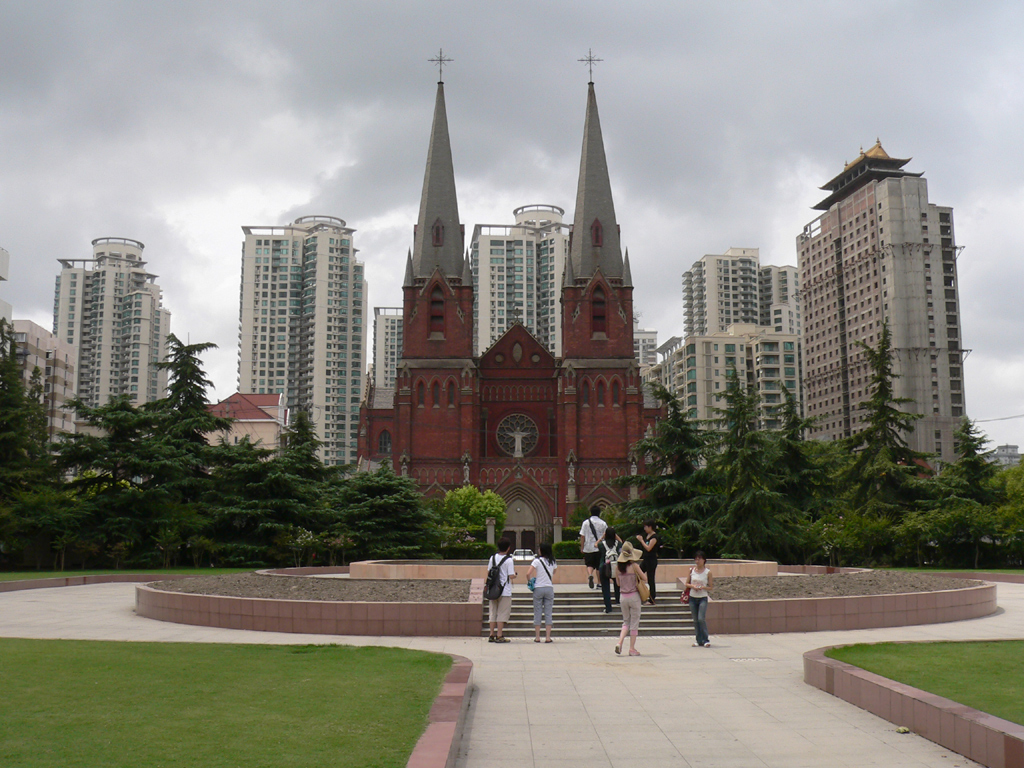
Кафедральний собор
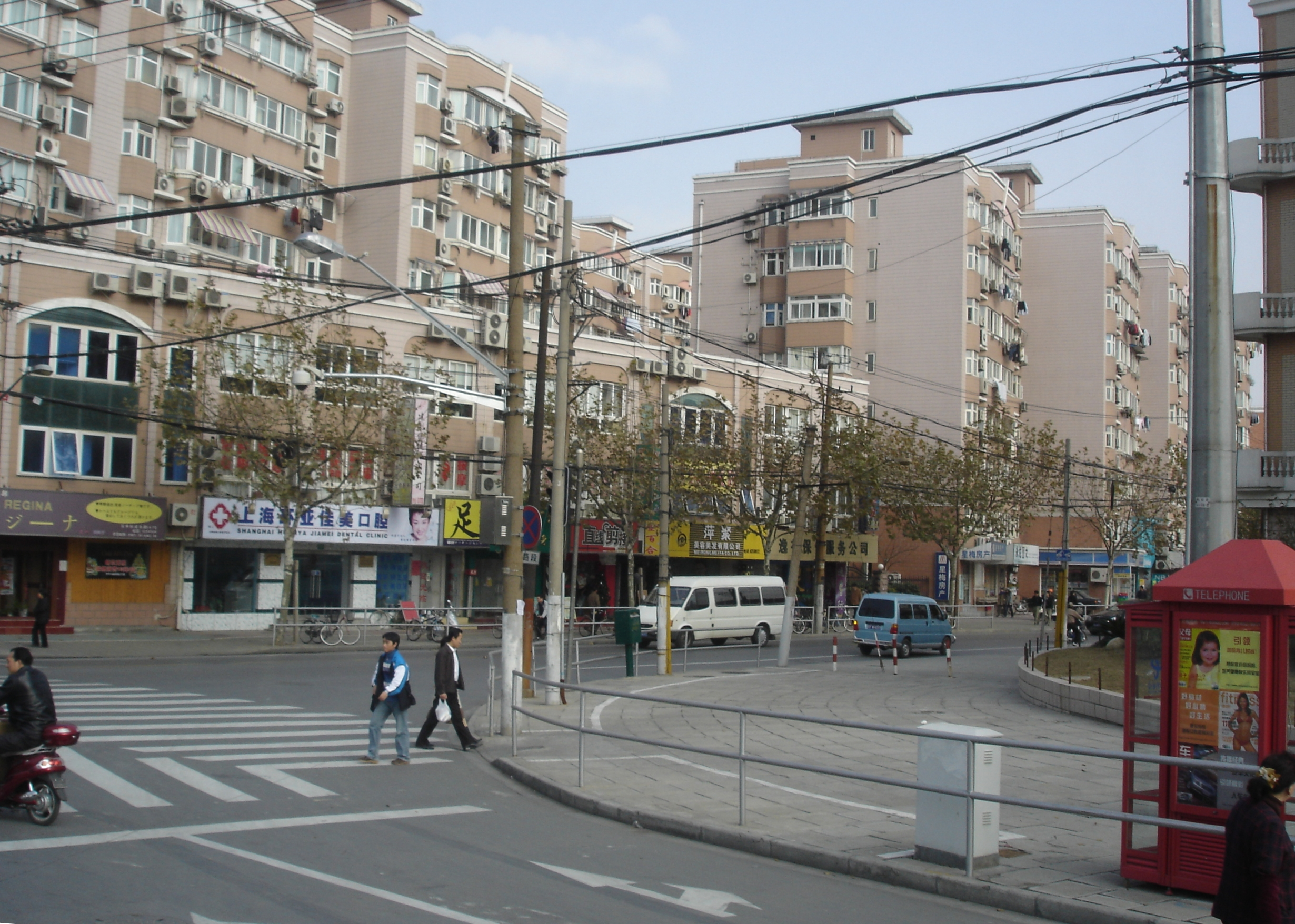
На одній з вулиць міста
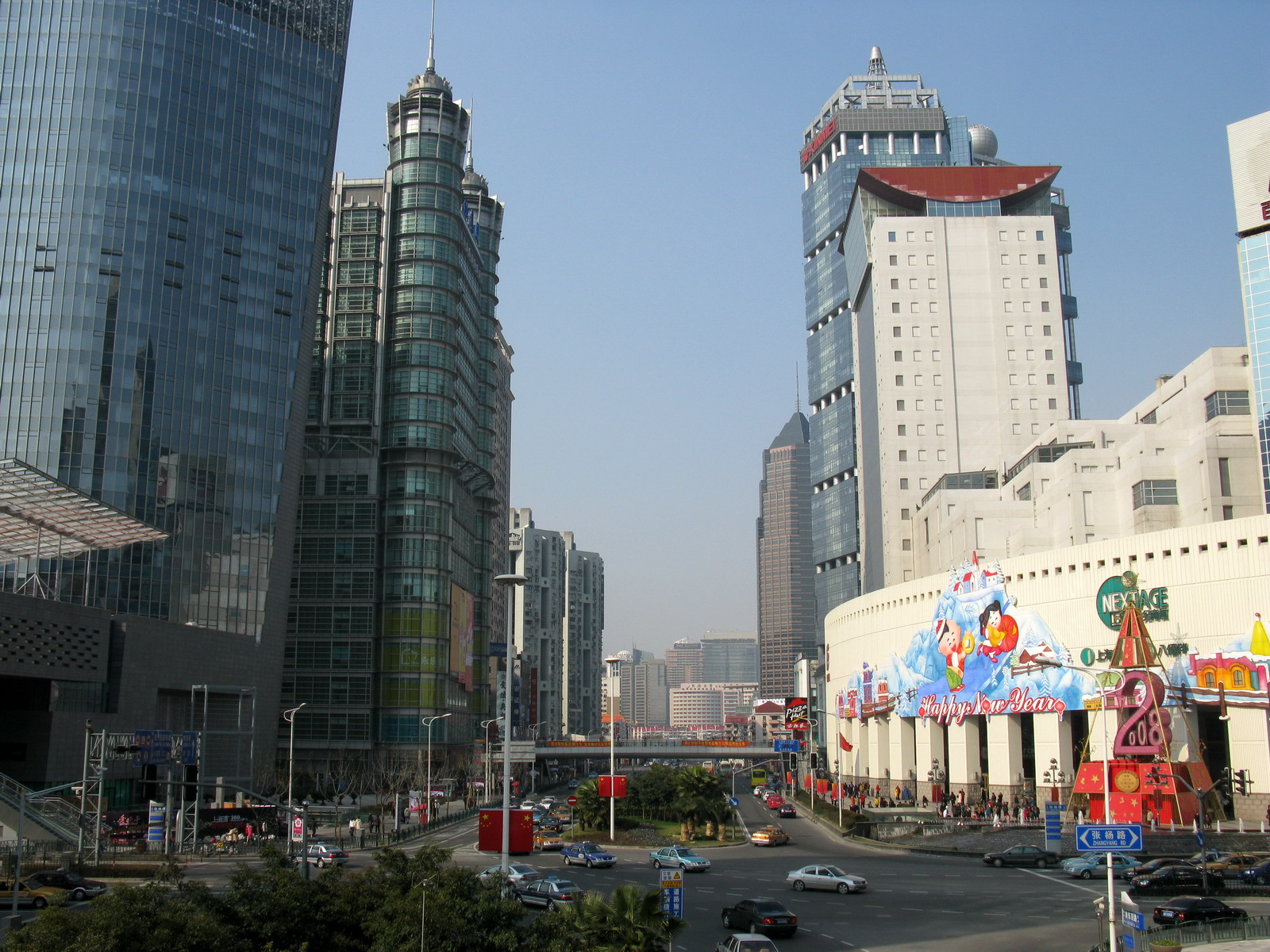
Шосе Південний Пудун
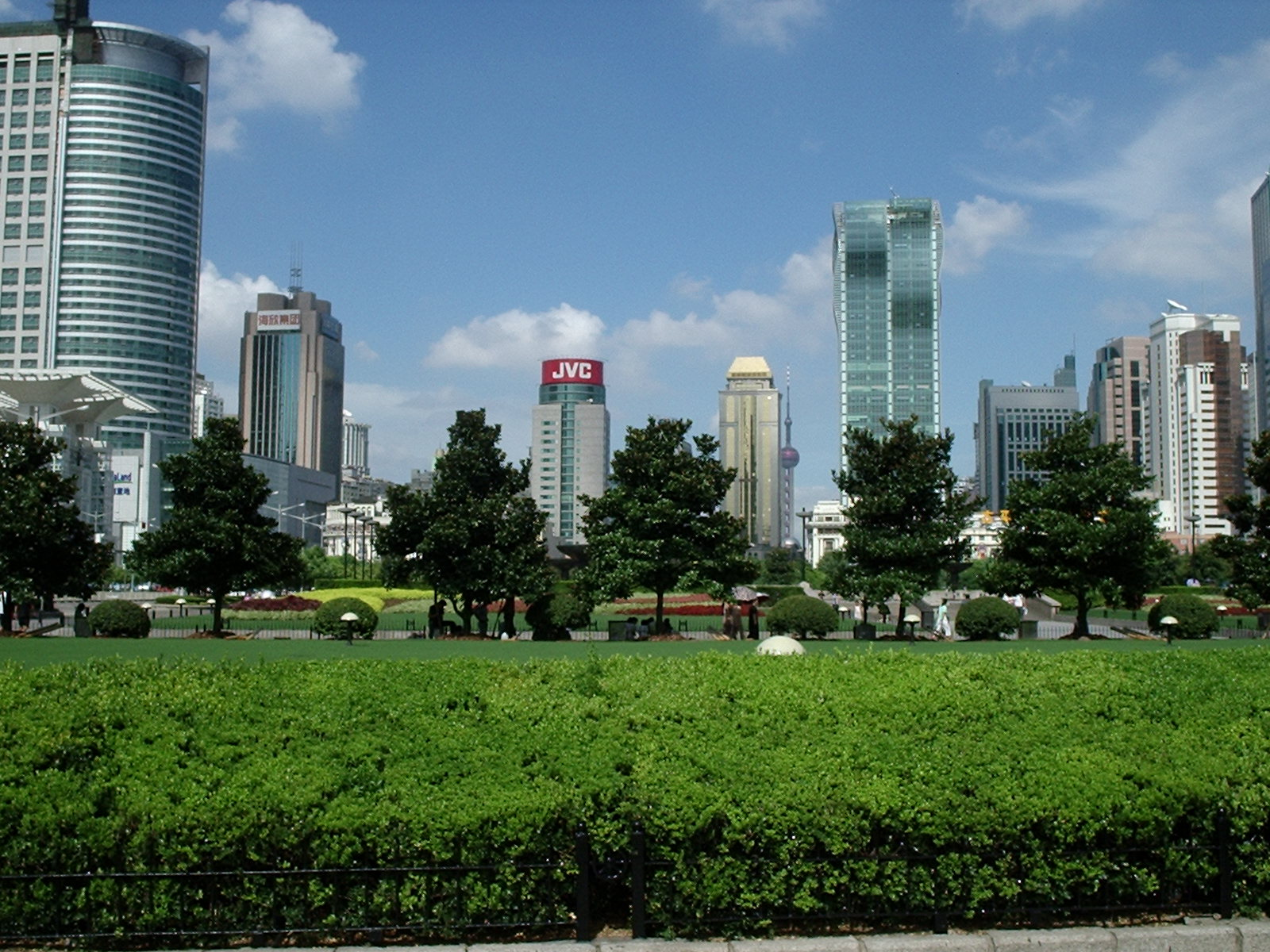
У Народному парку
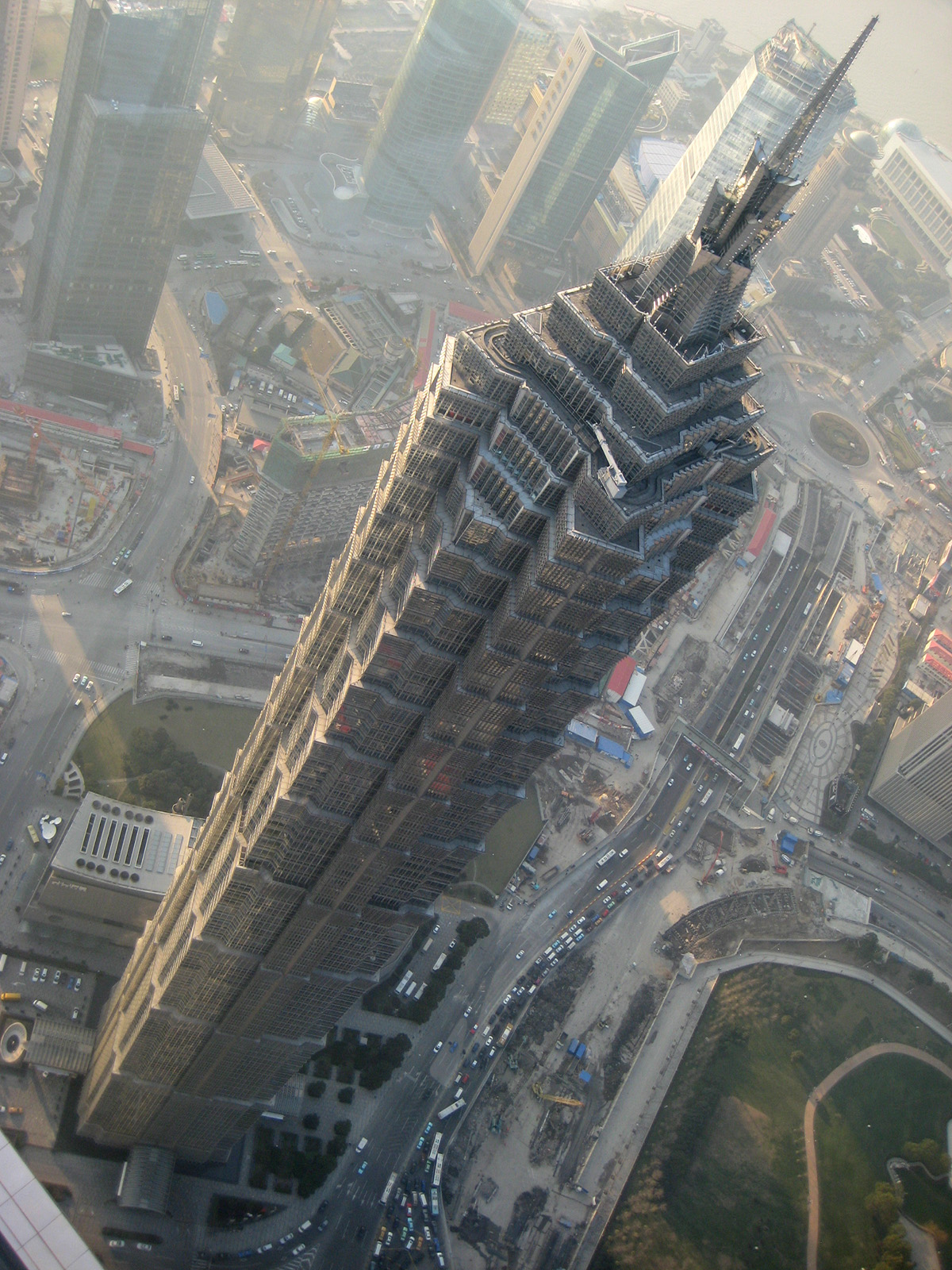
Вид на Цзінь Мао